# Mitos y leyendas acerca del RMS Titanic

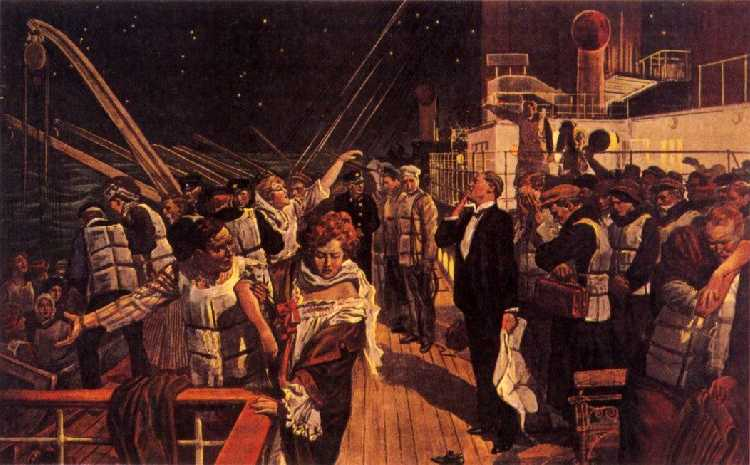
El naufragio del Titanic, ocurrido en abril de 1912, ha generado con el tiempo multitud de mitos y leyendas en torno al desastre.

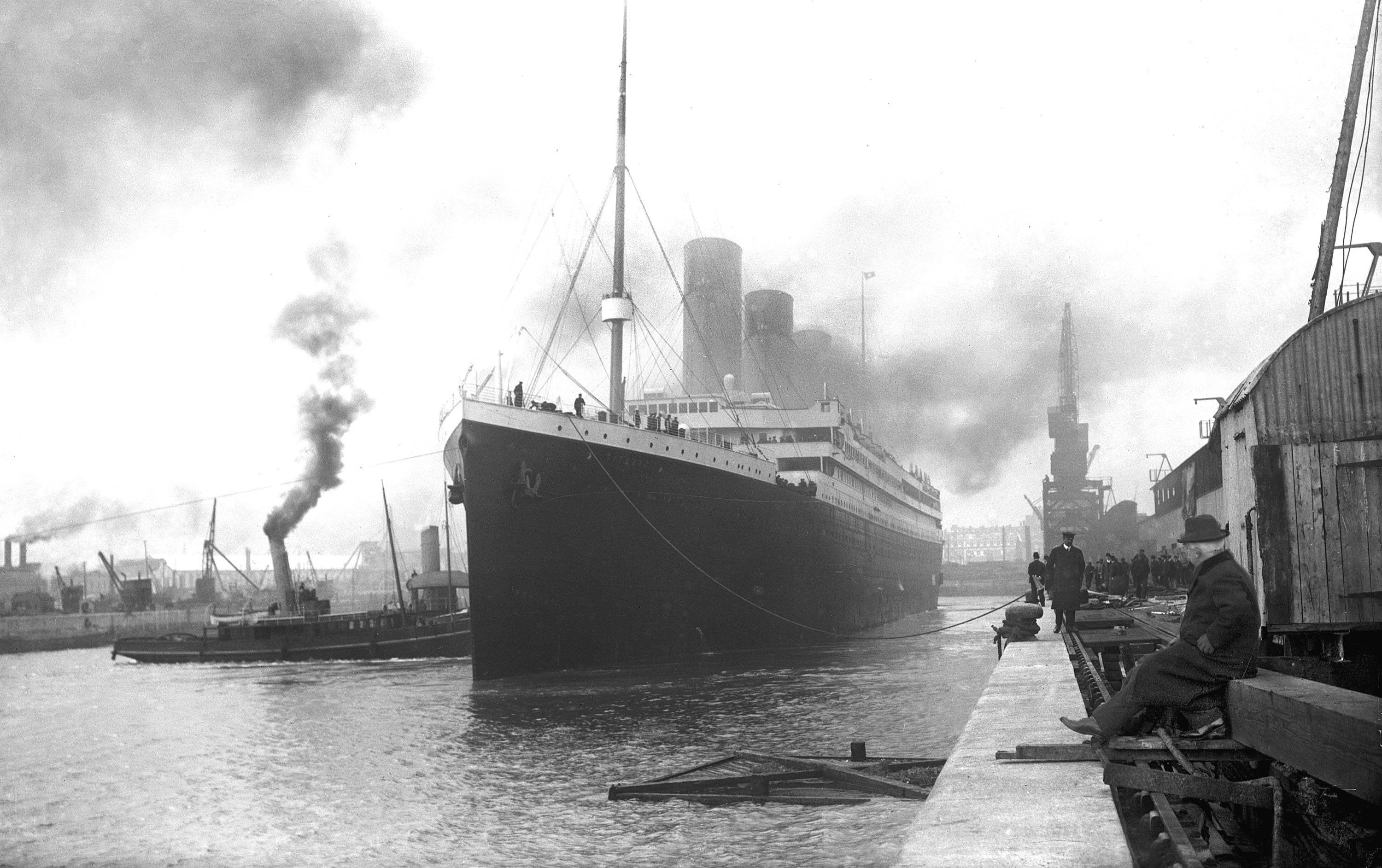
El en el puerto de Southampton, poco antes de iniciar su viaje inaugural (1912).

Existen multitud de mitos y leyendas acerca del hundimiento del RMS Titanic, ocurrido en la noche del 14 al 15 de abril de 1912 en el océano Atlántico Norte. Desde su consideración de buque insumergible, hasta la polémica acerca de la última canción interpretada por la orquesta del barco en los momentos finales. La catástrofe del Titanic ha sido rememorada en una amplia variedad de formas en el siglo transcurrido desde el suceso, dando lugar con el paso del tiempo a muchos de estos mitos. De acuerdo a algunos autores, su hundimiento «se ha convertido en parte de nuestra mitología, firmemente enraizada en la conciencia colectiva, y sus historias continuarán siendo relatadas no porque las historias lo necesiten, sino porque nosotros lo necesitamos».
El interés del público por el Titanic que se produjo inmediatamente tras la catástrofe puede ser atribuido al profundo impacto psicológico que tuvo en la sociedad de la época, particularmente en el mundo angloparlante. El autor Wyn Craig Wade comenta que «en América, la profunda reacción al desastre puede ser comparada únicamente al impacto de los asesinatos de Lincoln y Kennedy... la esfera inglesa al completo fue sacudida; y para nosotros, al menos, la tragedia puede ser contemplada como un hito divisorio entre los siglos XIX y XX». John Wilson Foster caracteriza el hundimiento también como un evento que marcó «el final de una era de confianza y optimismo, con el sentido de un nuevo comienzo». Justo dos años después, lo que Eric Hobsbawm llamó el "largo siglo XIX" llegó a su final con el estallido de la Primera Guerra Mundial.
Ha habido varias oleadas de interés por el Titanic a lo largo del siglo XX. La primera tuvo lugar inmediatamente después del hundimiento, pero finalizó abruptamente un par de años más tarde con el comienzo de la Primera Guerra Mundial, que se convirtió en una preocupación mucho más significativa para la mayor parte de la sociedad de la época. La segunda oleada de interés se produjo con la publicación del libro de Walter Lord A Night to Remember en 1955, y la película homónima en 1958. El descubrimiento del pecio del Titanic por Robert Ballard, en 1985 produjo una nueva ola de interés que continúa hasta el presente, reforzada por la popular película de James Cameron Titanic de 1997 protagonizada por Leonardo DiCaprio y Kate Winslet.

## Los primeros relatos tras la tragedia

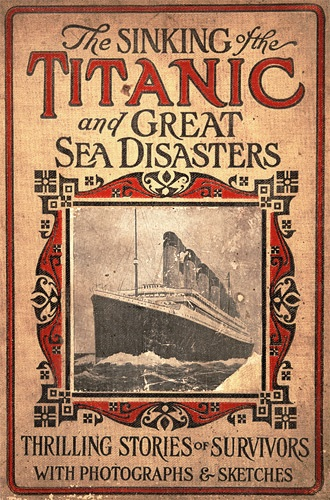
La portada del libro de Logan Marshall The Sinking of the Titanic, uno de los primeros publicados en 1912 tras la catástrofe, y que ha sido criticado por su sensacionalismo e inexactitud.

La catástrofe del Titanic ha sido fuente de inspiración de un gran número de libros en el siglo transcurrido desde abril de 1912. La primera oleada de libros fue publicada poco después de la tragedia. Dos supervivientes publicaron sus relatos: Lawrence Beesley publicó The Loss of the S.S. Titanic, y Archibald Gracie The Truth about the Titanic. Beesley comenzó a escribir su libro poco después de ser rescatado por el RMS Carpathia y lo complementó con entrevistas a otros supervivientes. Fue publicado por Houghton Mifflin tan solo tres semanas después del hundimiento. Gracie llevó a cabo una investigación minuciosa así como entrevistas, además de asistir a la investigación del Senado estadounidense acerca de la tragedia. Murió en diciembre de 1912, justo antes de verlo publicado.
Otros autores de la primera oleada de libros publicaron compilaciones de reportajes de noticias, entrevistas y relatos de supervivientes. No obstante, como comenta W. B. Bartlett, estaban "marcados por un periodismo de una variedad sensacionalista y altamente sospechosa (...) que dice más acerca de los estándares del editorialismo periodístico de la época que de lo que realmente pasó en el Titanic." El libro Titanic del escritor británico Filson Young, descrito por Richard Howells como "oscuramente retórico (...) [y] muy cargado de pronunciamientos culturales", fue uno de los primeros en ser publicados, escasamente un mes tras la catástrofe. Muchos de los libros estadounidenses acerca del hundimiento seguían un patrón establecido que se había empleado para otros desastres como el huracán de Galveston de 1900 y el terremoto de San Francisco de 1906. Los editores prepararon a toda prisa libros "instantáneos" o "dollar books" que eran publicados en gran número en papel barato a un precio de un dólar por vendedores puerta a puerta. Seguían un estilo similar, que D. Bruce Anderson describe como el "uso liberal de capítulos cortos, subtitulares telegráficos, y una animada prosa sentimental". Resumían la cobertura de la prensa, suplementada por extractos de los relatos de supervivientes y elogios sentimentales hacia las víctimas. El libro de Logan Marshall The Sinking of the Titanic and Great Sea Disasters (también publicado como On Board the Titanic: The Complete Story With Eyewitness Accounts) era un típico ejemplo de dicho género. Muchos de estos "libros instantáneos", como el de Marshall Everett Story of the Wreck of the Titanic, the Ocean's Greatest Disaster: 1912 Memorial Edition, eran publicados como "memoriales" o ediciones "oficiales" en un intento de garantizar una falsa pátina de autenticidad.
Ya en su época, el elevado interés del público por el Titanic provocó fuertes opiniones contrarias. El novelista Joseph Conrad (que había sido marino anteriormente) escribió: «No me consuelan los falsos, compuestos aspectos teatrales tipo Drury Lane del evento, que no corresponden al drama, ni al melodrama, ni a la tragedia, si no a una locura arrogante.» Otros, sin embargo, contemplan la historia del Titanic de forma teatral, con su rígida segregación entre clases y la arquitectura histórica de sus interiores. El viaje inaugural en sí mismo tiene connotaciones teatrales; la publicidad previa remarcaba la naturaleza histórica del viaje en el barco más grande del mundo, y un sustancial número de pasajeros se encontraban a bordo específicamente para la ocasión. Los pasajeros y la tripulación pueden ser contemplados como arquetipos en sus propios papeles, que Foster sumariza como «hombre rico, socialité, héroe, cobarde, mártir, desertor, leal, emigrante pobre, etc».
Basándose en dichas interpretaciones, la historia del Titanic puede verse como un tipo de obra moral. Un punto de vista alternativo, contempla el Titanic como algo intermedio entre una tragedia griega y otra del periodo isabelino; el tema del hibris, en forma de riqueza y vanagloria, que encuentra un destino indiferente en una catástrofe final parece sacada de cualquiera de las tragedias griegas clásicas. La historia también se asemeja al patrón de las tragedias isabelinas con sus episodios de heroísmo, comedia, ironía, sentimentalismo y tragedia final. En resumen, el hecho de que su historia pueda ser fácilmente comparada con un patrón dramático clásico, la ha convertido en algo fácil de interpretar en ese sentido.
Describiendo el desastre como «uno de los eventos únicos más fascinantes en la historia humana», Stephanie Barczewski identifica un número de factores detrás de la continua popularidad de la historia del Titanic. La creación y destrucción del transatlántico son símbolos de "lo que el ingenio humano es capaz de conseguir y cómo ese mismo ingenio puede fracasar fácilmente en un breve, aleatorio encuentro con las fuerzas de la naturaleza." Los aspectos humanos de su historia constituyen también una fuente de fascinación, en la que diferentes personas reaccionaron de formas muy diferentes ante la amenaza de la muerte, desde la aceptación de su destino, hasta la lucha por la supervivencia. Muchas mujeres tuvieron que tomar decisiones difíciles o imposibles: permanecer a bordo con sus maridos y sus hijos o escapar, probablemente solas, sobreviviendo pero afrontando un futuro incierto. Por encima de todo, concluye Barczewski, la historia del Titanic sirve para sacudir a la gente de su arrogante complacencia: «en el fondo [se trata de] una historia que nos recuerda constantemente nuestras limitaciones.»

## Antes del hundimiento

### El mito del barco insumergible
Contrariamente a la creencia popular, el Titanic no fue descrito como un "barco insumergible" hasta (irónicamente) después de su naufragio.
Tres publicaciones (una de las cuales nunca fue publicada) describieron al Titanic como "prácticamente" insumergible, antes de su hundimiento, pero no hay evidencia acerca de que la noción de la insumergibilidad del barco se hubiera popularizado hasta después de la tragedia:
- Un extracto de un folleto publicitario de la White Star Line destacaba la seguridad del RMS Olympic y del RMS Titanic, afirmando que estaban diseñados para ser insumergibles, pero no afirmando explícitamente que lo fueran: «Estos dos maravillosos buques están diseñados para ser insumergibles, tanto como es posible».
- En junio de 1911, los periódicos Irish News y Belfast Morning New publicaron un informe que describe el sistema de compartimientos estancos y el funcionamiento de las puertas estancas y llegaron a la conclusión de que el Titanic era prácticamente insumergible.
- En 1911, un artículo de la revista técnica naval The Shipbuilder hablaba sobre la construcción del Titanic y concluía que tanto él como el Olympic eran prácticamente insumergibles.

Disposición general de los 16 compartimientos estancos del Titanic. El doble fondo del casco tenía 7 pies de alto y estaba dividido a su vez en 44 compartimientos estancos. Además, había 13 compartimentos adicionales sobre la cubierta más baja del barco.

Estas afirmaciones de que los barcos eran insumergibles o prácticamente insumergibles, no eran únicas de la clase Olympic o de otros barcos de la White Star. Se habían realizado afirmaciones similares sobre los barcos RMS Lusitania y RMS Mauretania de la Cunard Line, así como de varios barcos alemanes como el SS Kaiser Wilhelm der Grosse y el SS Kaiser Wilhelm II. Las avanzadas medidas de seguridad en estos transatlánticos eran publicitadas haciendo hincapié en la remota posibilidad de su hundimiento a consecuencia de un accidente serio.
La primera afirmación literal al respecto de la insumergibilidad del Titanic parece haber sido la publicada en el New York Times el 16 de abril de 1912, un día después de la tragedia. Philip Albright S. Franklin, vicepresidente de la International Mercantile Marine Company (la compañía que poseía las acciones de la White Star Line) afirmó después de ser informado del hundimiento: «Pensé que era insumergible, basándome en la opinión de los mejores expertos disponibles. No lo entiendo». Este comentario fue recogido por la prensa, y la idea de que la White Star Line había previamente declarado que el Titanic era insumergible (sin matices) ganó popularidad de forma inmediata.

### El iceberg que hundió al Titanic
Con el paso de los años han surgido varias fotografías que acreditan mostrar el iceberg que hundió al Titanic. Uno de ellos se muestra a la izquierda y fue reproducido en el clásico libro de Walter Lord, A Night To Remember. El iceberg fue, de acuerdo al relato, fotografiado desde la cubierta del transatlántico alemán SS Prinz Adalbert en la mañana del 15 de abril de 1912, en las inmediaciones del lugar del naufragio. De acuerdo a esta misma versión, el fotógrafo todavía no había oído hablar de la catástrofe del Titanic, pero unos restos de pintura roja en la base del témpano de hielo llamaron su atención, lo que indicaba que algún barco había colisionado con él.
Sin embargo, lo más probable es que el Prinz Adalbert no llegara nunca a avistar el verdadero iceberg causante de la tragedia, debido al rumbo que siguió el barco, que habría impedido que se cruzara en su ruta con el auténtico iceberg con el que chocó el Titanic. El barco pasó unas millas al norte del lugar de la colisión el 16 de abril (dos días después del hundimiento), no el día 15 como se suele afirmar, y para entonces el iceberg se habría desplazado unas 30 millas al sur debido a las corrientes de deriva predominantes en la zona, lo que explica que no vieran ningún tipo de restos del transatlántico naufragado. También es muy probable que para entonces, los oficiales y la tripulación del buque alemán, hubieran sido informados del desastre mediante radiotelegrafía.
El iceberg tampoco muestra signos de haber colisionado con un objeto masivo, ya que sus bordes son redondeados. Se sabe que el Titanic arrancó varios trozos del iceberg, algunos de los cuales cayeron en cubierta, por lo que no habría dejado sólo algunos restos de pintura roja. El color que se alega mostraba el iceberg tampoco puede asegurarse con certeza, dado que la fotografía se hizo en blanco y negro, pero se sabe que los icebergs pueden albergar capas de diferentes colores, generalmente de color marrón.
Existen otras fotografías de icebergs realizadas en días posteriores por los barcos CS Mackay-Bennett o Minia, que fueron alquilados por la White Star Line para recuperar los cadáveres que quedaron flotando a la deriva, pero ninguna muestra un parecido exacto con las descripciones dadas por los testigos. Sin embargo, en abril de 2000, se redescubrió en un álbum privado una fotografía de un iceberg tomada a bordo del barco alemán Bremen por Stephan Rehorek. El barco realizaba la ruta entre Bremerhaven y Nueva York, y atravesó la zona del naufragio el 20 de abril, divisando a su paso restos procedentes del Titanic, así como más de un centenar de cuerpos flotando alrededor. Rehorek tomó varias fotografías que muestran diferentes icebergs, y uno de ellos muestra indicios de que había colisionado con algún objeto masivo. El iceberg se asemeja también a la roca del peñón de Gibraltar, que fue comparada con el iceberg por el testigo Joseph Scarrott durante la comisión de investigación británica acerca de la catástrofe. Es por ello probable que este hubiera sido realmente el iceberg que hundió al Titanic, aunque nunca pueda llegar a saberse con total certeza, dado el elevado número de témpanos presentes en la zona.

### La maniobra de evasión

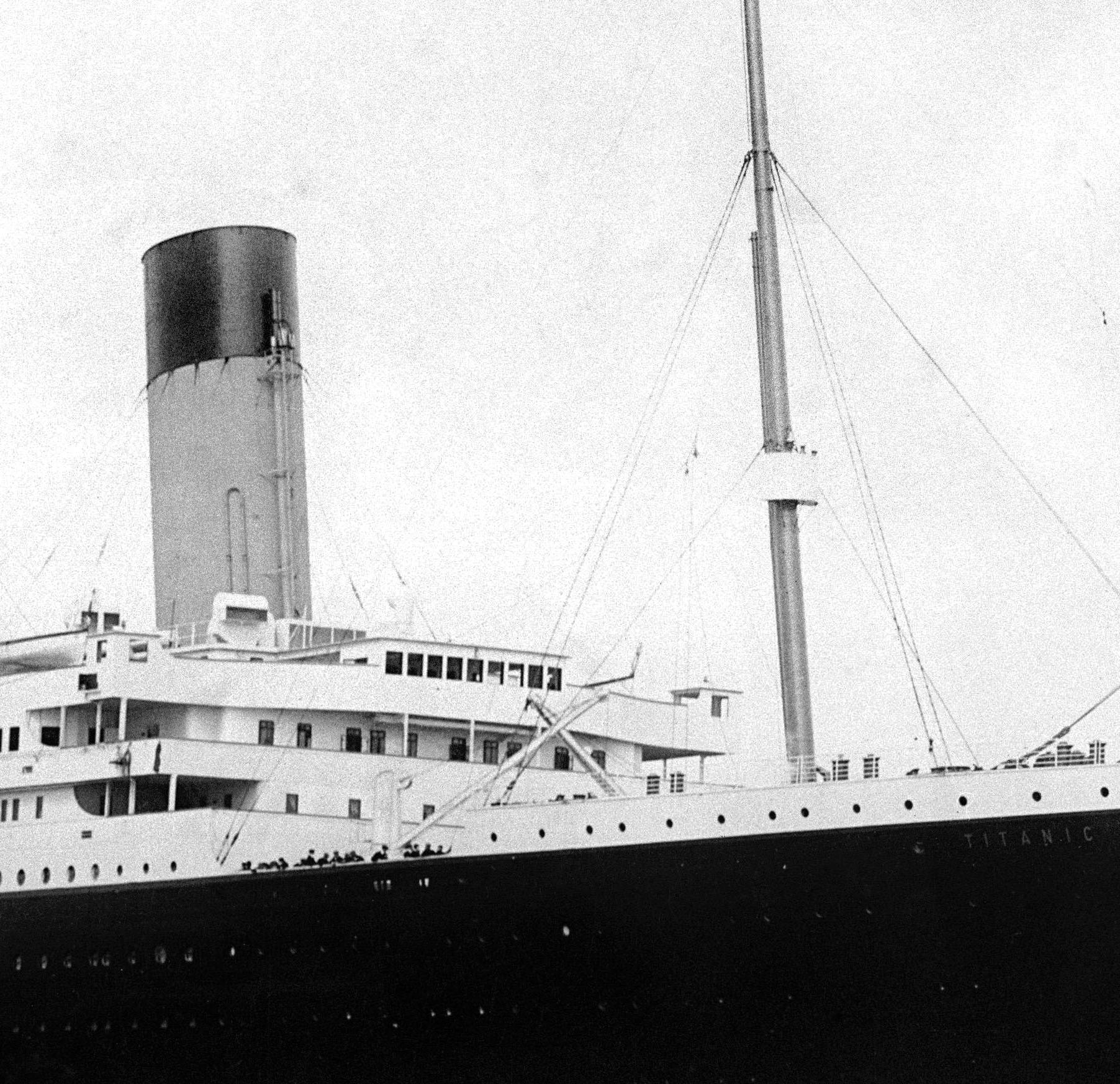
El puesto de vigías desde el que Fleet y su compañero Reginald Lee divisaron el iceberg puede verse en el mástil de proa, en esta fotografía del Titanic.

Uno de los mitos más extendidos acerca de la colisión con el iceberg es la idea de que el oficial del Titanic a cargo del barco en los momentos previos al choque, el primer oficial William Murdoch, ordenó a la sala de máquinas «Full astern» («Atrás toda») para reducir la velocidad del barco y tratar de evitar la colisión. Esta teoría se muestra en la famosa película homónima de James Cameron, y surge únicamente del testimonio posterior del cuarto oficial Joseph Boxhall. Sin embargo, Boxhall no estaba presente en el puente durante la colisión (estaba llegando a él desde su camarote). Además, la opinión de Boxhall se contradice con el resto de testimonios del personal presente, tanto en el puente de mando como en la sala de máquinas, que desmienten dicha versión.
Cuando el vigía Frederick Fleet avistó el iceberg delante del Titanic a menos de 500 metros de distancia, hizo sonar la campana tres veces y telefoneó inmediatamente al puente de mando. El sexto oficial, James Paul Moody recibió la llamada y avisó inmediatamente al primer oficial William Murdoch, que entonces estaba de guardia, quien decidió virar el buque de forma inmediata hacia babor (a la izquierda), y por lo tanto dio la orden de girar el timón a estribor (derecha): «Hard a'starboard». Murdoch hizo también detener las máquinas.
El jefe controlador Frederick Barrett declaró que a él se le transmitieron órdenes por el telégrafo indicando «Stop». El personal de la sala de máquinas también fue unánime en este sentido, confirmando la parada. Alrededor de medio minuto después, el barco comenzaba a girar, aunque no pudo evitar chocar contra el iceberg por el lado de estribor.
No se produjo, por tanto, la orden de marcha atrás antes del choque con el iceberg, orden que además, no habría podido llevarse a cabo de forma completa y efectiva, ya que un cambio de tal magnitud en la marcha del barco no se produce de forma inmediata, ni hubiera probablemente ayudado a evitar la tragedia.

Diagrama del rumbo del Titanic durante la colisión con el iceberg.
(Azul: rumbo de la proa. Rojo: rumbo de la popa.)

El témpano de hielo fue avistado a 500-600 m de distancia, el Titanic se desplazaba a 10 m/s; por tanto solo quedaron entre 45 y 60 s para evitar la colisión. Si los vigías hubieran llevado prismáticos hubiera sido avistado probablemente a 1 km de distancia dejando 1,5 min de reacción. Los vigías pensaban que se habían olvidado los prismáticos en Southampton, pero en realidad, cuando el oficial David Blair cedió su puesto a un compañero y abandonó el barco, se llevó con él la llave para acceder a los gemelos. Sin embargo, otros oficiales del Titanic tenían prismáticos, pero ninguno se prestó a los vigías.

### La excesiva velocidad del barco
Se ha afirmado que el capitán Edward Smith (1850-1912) fue obligado a mantener la velocidad del Titanic a pesar de los avisos de hielo. Algunas fuentes indican que Bruce Ismay influyó en mantener la velocidad del barco para dar que hablar a la prensa estadounidense, esto está corroborado por el testimonio de algunos pasajeros, como la pasajera rescatada de primera clase Elizabeth Lines (1861-1942), que escucharon una conversación entre ambos personajes. 
A pesar de la persistencia de este mito, que se muestra por ejemplo en la película de James Cameron de 1997, el Titanic no estaba tratando de batir el récord de velocidad en su travesía. Los expertos afirman que el Titanic era un barco relativamente lento y no estaba proyectado para batir dicho récord. La White Star había tomado años atrás la decisión de no competir con su principal rival, Cunard Line, en velocidad, centrándose en su lugar en el tamaño y el lujo de sus barcos. El Titanic, por tanto, era el transatlántico más grande y lujoso del mundo; sin embargo, no era el más rápido, ese título pertenecía a su rival de la Cunard, el RMS Mauretania, con 5 nudos más.
Además, ni siquiera todas las calderas del Titanic estaban encendidas durante la travesía. El barco tenía 29 calderas alimentadas por 159 hornos de carbón, que hacían posible una velocidad máxima de 23 nudos (43 km/h). Durante la travesía, la tripulación mantuvo la velocidad de crucero del navío, unos 22 nudos, lo que era una práctica común en la época.

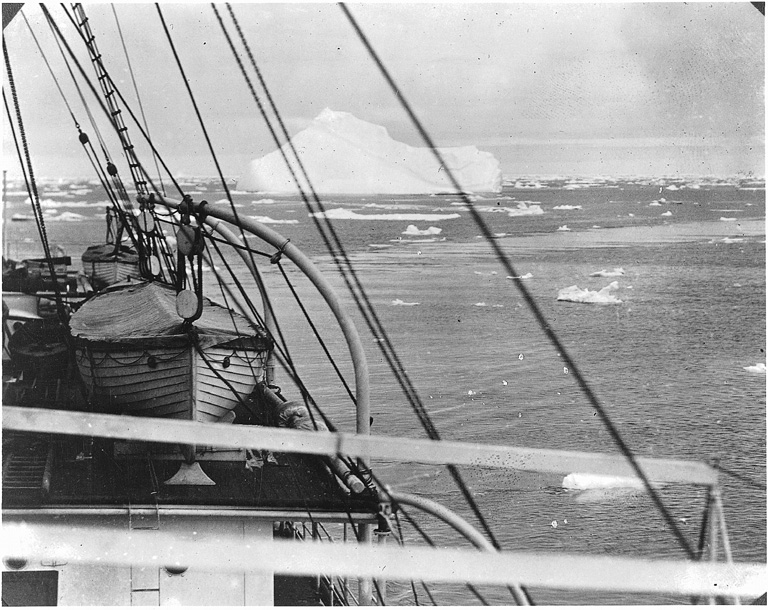
Iceberg fotografiado desde la cubierta de un barco, en 1919.

Aunque el Titanic no estaba tratando de batir ningún récord, los horarios eran una prioridad para la compañía, y según las normas imperantes de entonces los barcos navegaban cerca de su velocidad máxima en tales condiciones. Los avisos por hielo e icebergs eran contemplados como meros avisos, confiándose en los vigías y en la guardia mantenida en el puente. Se creía generalmente que el hielo no era un peligro muy preocupante para grandes barcos, además que tampoco era infrecuente su paso a una corta distancia del hielo, e incluso algunas colisiones frontales no habían sido desastrosas. Por ejemplo, el transatlántico alemán SS Kronprinz Wilhelm había chocado con un iceberg en 1907, pero aun así había logrado mantenerse a flote y completar su viaje; el propio capitán del Titanic, Edward Smith, había declarado en una ocasión que "no podía imaginarse ninguna condición que causara el naufragio de un barco. La construcción moderna de buques ha ido más allá de eso."
El capitán Smith, de hecho, tomó ciertas medidas para evitar la tragedia, aunque a la postre se demostraron insuficientes. Smith estaba enterado de la presencia de icebergs en la ruta y realizó un cambio en su rumbo haciendo una ruta más al sur de la que debía trazar, redobló las guardias y dejó instrucciones al segundo oficial Charles Lightoller de permanecer alerta, aunque no dio órdenes de reducir la velocidad del navío.
Poco después del hundimiento, el gobierno de los Estados Unidos creó una comisión de investigación destinada a identificar las causas y la responsabilidad por el desastre. El comité llamó a declarar a J. Bruce Ismay, y aunque se le acusó de presión sobre el capitán para acelerar la velocidad del Titanic, el comité no encontró pruebas de su responsabilidad.

### Daños del iceberg en el casco

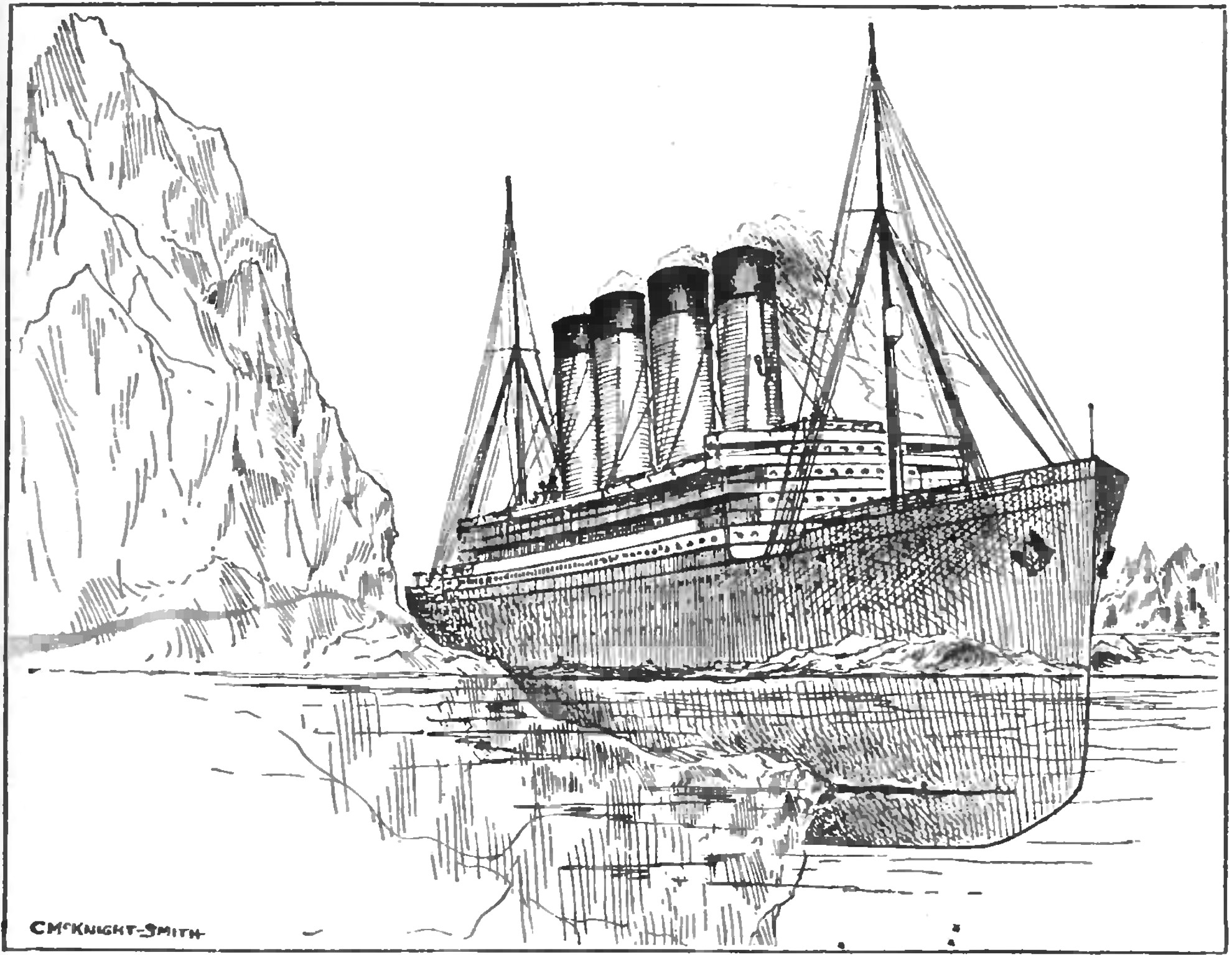
Ilustración de la época, que muestra la hipótesis según la cual el iceberg ocasionó un corte en el casco del barco, esta hipótesis se contradice con el descubrimiento de los restos del naufragio en 1985.

Desde el naufragio, uno de los supuestos más extendidos tras la catástrofe se refería a los daños causados por el iceberg en el lado de estribor de la proa del barco. Se suponía que durante el choque lateral contra el témpano de hielo, este perforó el casco con una enorme y alargada brecha de 90 m de largo, por debajo de la línea de flotación. El descubrimiento del pecio del Titanic, el 1 de septiembre de 1985, y los exámenes del casco hechos por el oceanógrafo estadounidense Robert Ballard en agosto de 1996, mediante sonar, pusieron en duda esta hipótesis.
Los resultados parecían haber detectado seis averías diferentes bajo la línea de flotación, afectando principalmente a solapes de planchas remachadas. De estas averías, cuatro están bajo el castillo de proa, una a la altura del pozo de proa, y por último, la de mayor tamaño, resultando como la herida mortal, entre las salas de calderas n.º 5 y n.º 6, extendiéndose unos 11 metros en total, a uno y otro lado del mamparo estanco, pero inundando principalmente la sala de calderas más cercana a proa.
Ya en la comisión de investigación británica tras el accidente, Edward Wilding, ingeniero de los astilleros de Harland & Wolff que habían diseñado el Titanic, había llegado a la conclusión, de acuerdo al ritmo de llenado de los compartimentos delanteros durante el hundimiento, que el área total expuesta al mar era de unos 12 pies cuadrados. Todo parecía indicar que, la colisión con el iceberg no había abierto una alargada grieta en el casco, pero la colisión lateral hizo saltar los remaches abriendo, de ese modo, varias vías de aguas relativamente pequeñas pero distribuidas a lo largo de los 5 primeros compartimentos estancos de proa. Este descubrimiento sugiere, así, un fallo en el diseño de los remaches del Titanic que eran demasiado frágiles, aunque su calidad (y la del acero del casco) era óptima para los estándares técnicos de 1912.

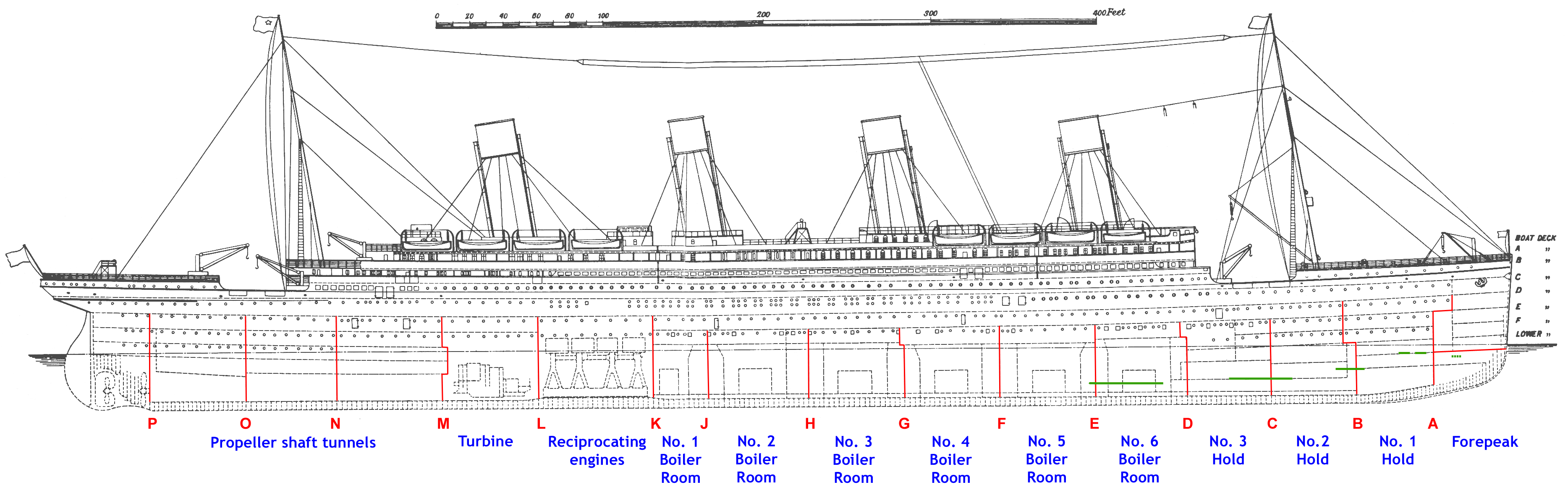
Plano lateral del Titanic, mostrando la disposición de los compartimentos estancos. Las áreas del barco presumiblemente dañadas están indicadas en color verde. El nombre de cada compartimento está indicado en azul. La unidad más pequeña de la escala mostrada arriba son 10 ft y su longitud total son 400 ft.

### Incendio en una de las carboneras del barco

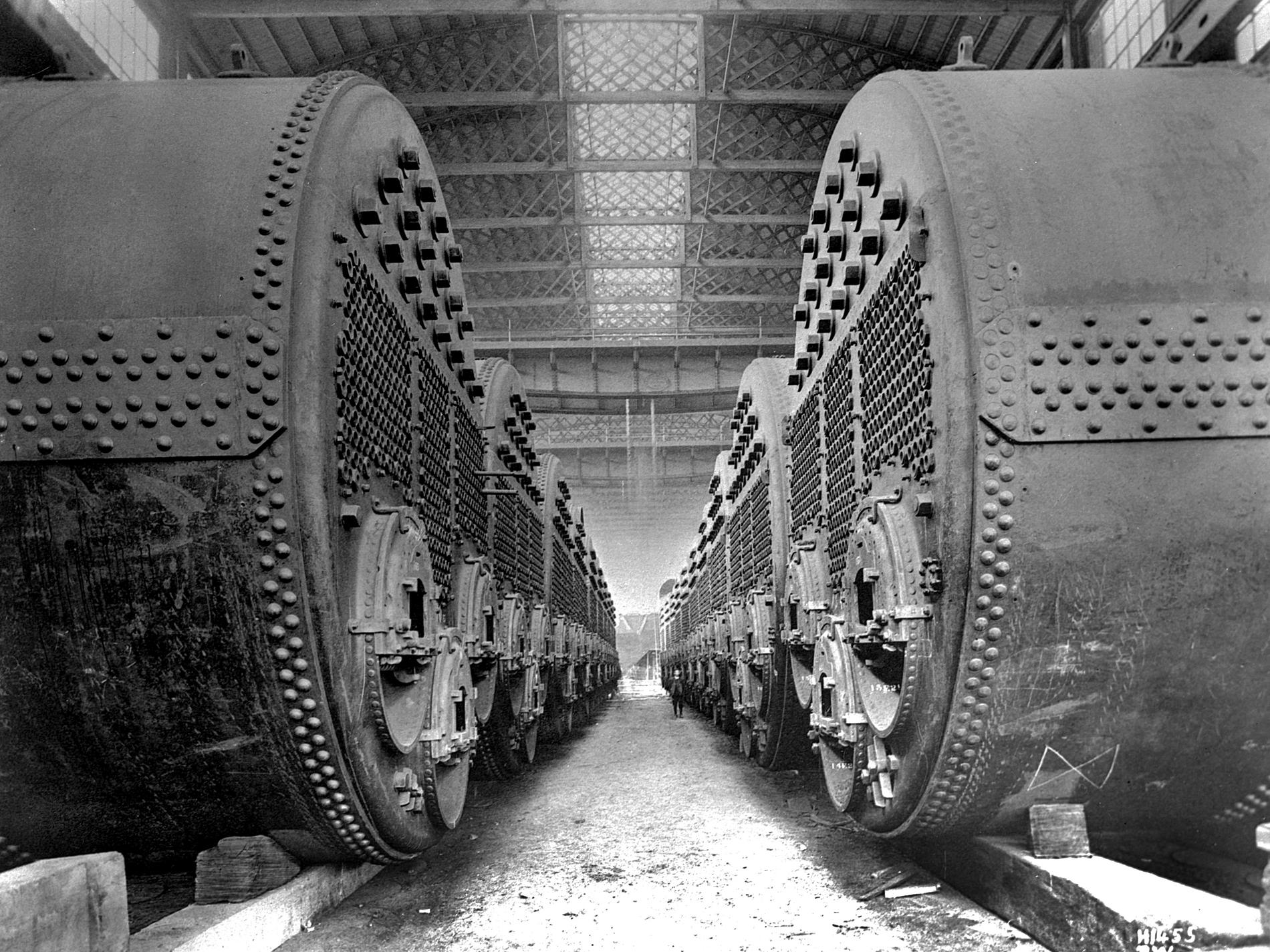
Vista de las calderas del Olympic, barco hermano del Titanic, antes de su instalación en el interior del navío. Las carboneras donde se almacenaba el carbón que se alimentaba a las mismas estaban situadas en depósitos transversales, a ambos lados de los mamparos que dividían las diferentes salas de máquinas.

Se conoce que un incendio comenzó en uno de los depósitos de carbón del Titanic varios días antes del viaje inaugural, y éste continuó incluso una vez comenzada la travesía, hasta que pudo ser finalmente extinguido. Este tipo de incendios no eran infrecuentes en los barcos de la época, debido a la combustión espontánea del carbón almacenado. Se luchaba contra ellos mediante el uso de mangueras para refrescar la zona afectada, y retirando el carbón del depósito afectado. Este evento ha llevado a algunos autores a teorizar que el fuego, localizado en una de las carboneras de estribor, exacerbó los daños tras la colisión con el iceberg, al reducir la integridad estructural del casco y de uno de los mamparos estancos del barco.
Basándose en esta teoría, el autor Senan Molony ha sugerido que el intento desesperado por extinguir el fuego, al alimentar las calderas con el carbón del depósito afectado, podría haber sido la razón de la elevada velocidad del Titanic previa a la colisión, a pesar de los avisos de peligro por la presencia de icebergs. La mayoría de los expertos, sin embargo, no coinciden con esta teoría. Samuel Halpern, por ejemplo, concluye que "el fuego en la carbonera no podría haber debilitado el mamparo estanco lo suficiente para haber provocado su colapso." Otro experto también ha sugerido que el fuego precisamente evitó que el Titanic zozobrara antes de tiempo hacia el lado de estribor por la entrada de agua, debido a la ligera inclinación hacia babor que presentaba el barco, a raíz del movimiento del carbón afectado desde las carboneras de estribor hacia babor antes del encuentro con el iceberg. Varios de estos expertos han publicado una refutación detallada de la teoría de Molony.

## Durante y después del hundimiento

### El uso de las compuertas estancas

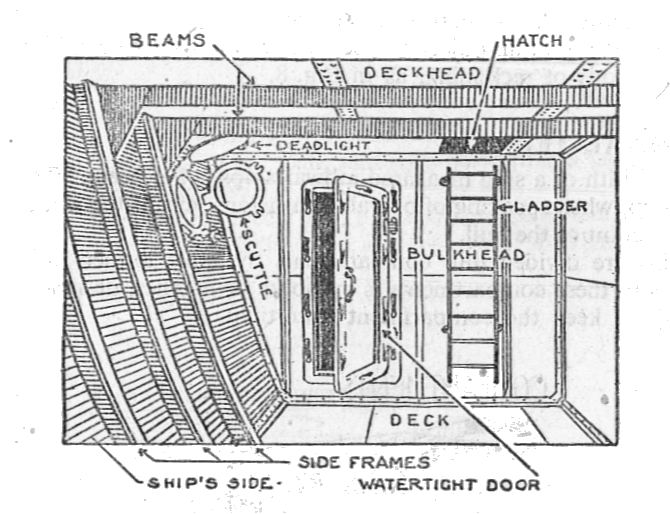
Diagrama de una compuerta estanca.

Otra popular teoría trata acerca de las compuertas que separaban los compartimentos estancos del Titanic y su uso durante el hundimiento. Esta teoría sugiere que si estas compuertas hubieran permanecido abiertas, el Titanic se habría hundido de forma homogénea a lo largo de la quilla, permaneciendo horizontal durante su hundimiento y gracias a ello, quizá, habría podido continuar a flote el tiempo suficiente para que otros barcos acudieran a su rescate. No obstante, esta teoría no es plausible por dos motivos: en primer lugar, no había compuertas estancas entre los primeros cuatro compartimentos situados a proa, por lo que era imposible reducir la concentración de agua en esa zona de forma significativa. En segundo lugar, los autores Bedford y Hackett han demostrado mediante cálculos que cualquier cantidad significativa de agua que hubiera invadido la parte posterior de la sala de calderas n.º 4 habría resultado en la escora del Titanic, que habría tenido lugar 30 minutos antes del final del hundimiento. Adicionalmente, la iluminación del barco se habría perdido unos 70 minutos después de la colisión debido a la inundación de la zona de calderas y el generador. Bedford y Hackett también analizaron el hipotético caso en que no hubiera habido siquiera compartimentos estancos. El Titanic se habría escorado peligrosamente 70 minutos antes del final del hundimiento, y la iluminación se habría perdido tan solo 40 minutos tras el choque con el iceberg. La pérdida de energía no sólo habría dejado sin iluminación a los pasajeros, causando el pánico general e impidiendo la evacuación de los botes, también hubiera afectado al aparato de radio, eliminando la posibilidad de comunicación con otros barcos, por lo que probablemente se hubieran producido más víctimas antes de la llegada del Carpathia.
Posteriormente, un documental de 1998 titulado Titanic: Secrets Revealed, de Discovery Channel, realizó nuevas simulaciones que llegaban a las mismas conclusiones y rebatían la teoría de los compartimentos abiertos. Las simulaciones indicaban que la apertura de las puertas estancas del Titanic habría resultado en que se produjera la escora del barco antes del momento en que finalmente se produjo, confirmado los resultados de Bedford y Hackett.
La tripulación realizó por tanto el procedimiento correcto al accionar el conmutador cerrando las puertas estancas. Pero incluso si las hubieran dejado abiertas, el sistema de flotación instalado en ellas en caso de emergencia, las hubiera cerrado automáticamente en cuanto el nivel del agua las hubiera alcanzado conforme progresaba el hundimiento.

### El envío de la señal de SOS

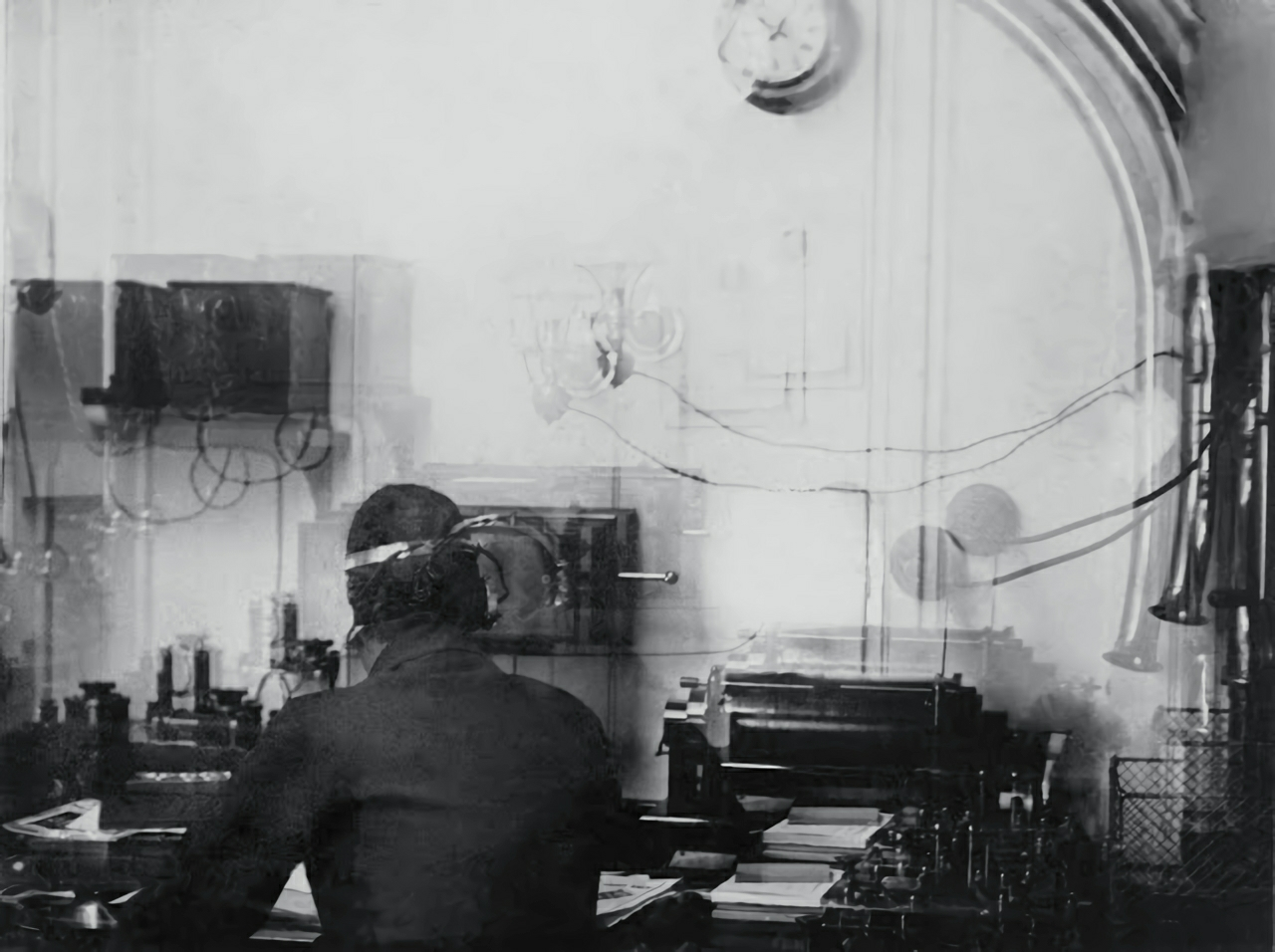
Sala de radiotelegrafía del Titanic. El segundo operador Harold Bride se observa de espaldas, en pleno trabajo. Bride, junto a su compañero, el operador jefe Jack Phillips, enviaron mensajes de socorro durante el naufragio.

Aunque está muy extendida la creencia de que durante el hundimiento del Titanic se lanzó el primer código SOS de la historia, en realidad no fue así. El SOS se propuso como llamada de socorro en código morse durante la segunda Conferencia Internacional de la Comunicación Inalámbrica en el Mar, celebrada en Berlín en noviembre de 1906. Se ratificó por la comunidad internacional en 1908 y empezó a utilizarse a partir del 1 de julio de ese año. Desde entonces comenzó a extenderse su uso. El SOS se adoptó internacionalmente por su facilidad de reconocimiento en Morse, ya que consiste en tres puntos (S), tres rayas (O) y tres puntos (S), y no quiere decir “salvad nuestras almas” (save our souls, en inglés). La señal, sin embargo, raramente fue usada por los operadores de radio británicos, que preferían el anterior código, el CQD.
El primer barco en apuros en radiar un SOS fue el Slavonia, cuando naufragó cerca de las islas Azores el 10 de junio de 1909. Posteriormente fue empleado, por el barco Arapahoe el 11 de agosto de 1909, por el Kentucky el 4 de febrero de 1910 y por el Merida el 13 de mayo de 1911, antes del hundimiento del Titanic.
El primer operador de radio del Titanic, Jack Phillips (1887-1912), comenzó retransmitiendo CQD hasta que el segundo operador Harold Bride (1890-1956), sugirió, bromeando: «Envíe SOS; es la nueva llamada, y esta puede ser su última oportunidad de enviarlo». Entonces, Phillips, que pereció en el naufragio, empezó a mezclar SOS entre los CQD tradicionales.

### El SS Californian y el barco misterioso

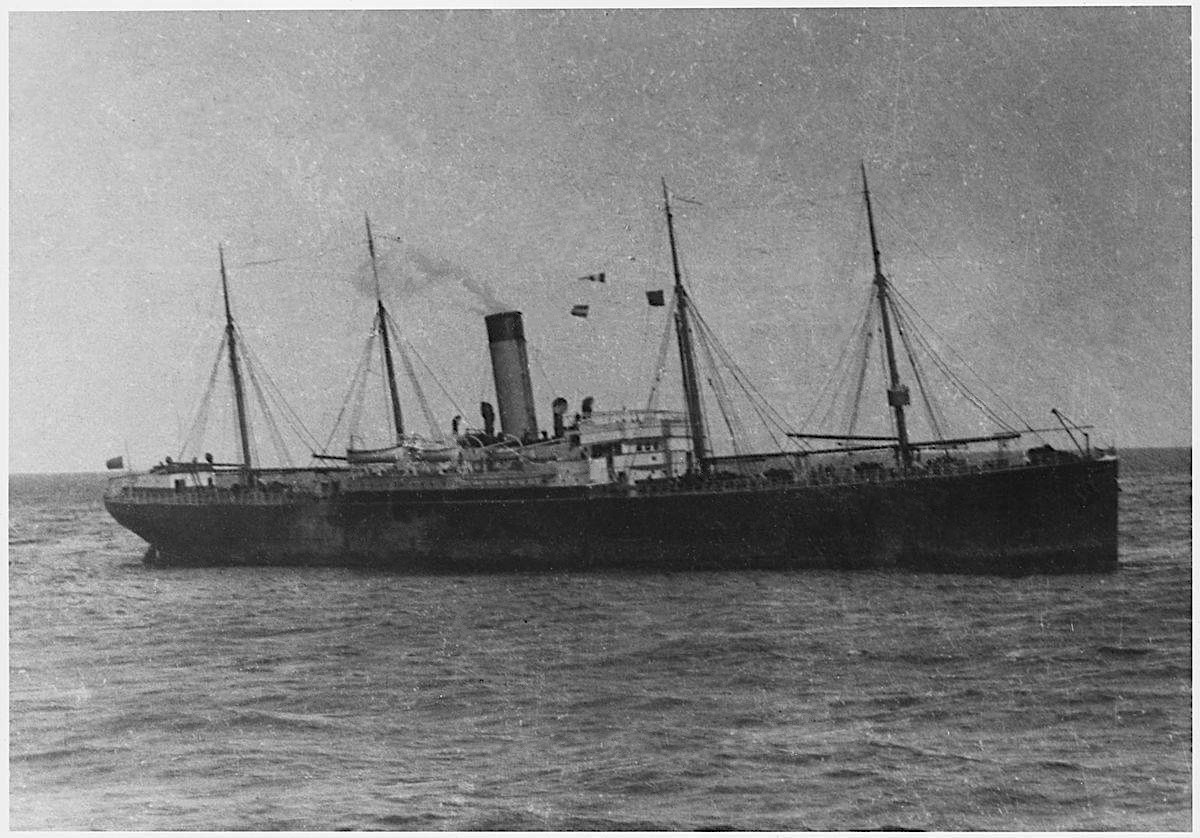
El trató de advertir al Titanic del peligro del campo de hielo en las inmediaciones del lugar de la catástrofe.

Uno de los más controvertidos temas examinados en las investigaciones lanzadas en Estados Unidos y Reino Unido tras la tragedia fue el papel desarrollado por el SS Californian, buque mercante que se encontraba a tan solo unas millas de distancia del Titanic, pero no captó sus llamadas de socorro ni respondió a los cohetes lanzados desde el transatlántico en apuros a lo largo de aquella noche. El operador de radio del Californian, Cyril Evans, había advertido previamente por radio al Titanic de la presencia de un campo de hielo en las inmediaciones, y esta fue la causa por la que el Californian se detuvo para pasar la noche, pero el aviso fue ignorado por el operador de radio del Titanic, Jack Phillips, quien se encontraba muy ocupado mandando mensajes a Cabo Race y pidió de forma ruda a Evans que dejara de transmitir. Poco después, el operador de radio del Californian apagó su aparato y terminó su guardia para irse a dormir.
El testimonio dado en la investigación británica reveló que a las 10:10 p. m., el Californian observó las luces de un barco al sur; el capitán Stanley Lord y el tercer oficial C.V. Groves (que había relevado a Lord de su guardia a las 11:10 p. m.) estuvieron de acuerdo en que se trataba de un gran barco de pasajeros. A las 11:50 p. m., el oficial había notado que la intensidad de las luces del barco habían disminuido, como si se hubieran apagado o el buque hubiera girado de forma abrupta, y que la luz del lado de babor era ahora visible. Lord dio orden de realizar varios intentos de contactar con el navío mediante lámpara morse, entre las 11:30 p. m. y la 1:00 a. m., pero no fueron respondidos. Si el Titanic se hubiera encontrado tan lejos del Californian como Lord afirmó posteriormente, hubiera sabido que las señales mediante lámpara morse no serían visibles por el otro barco. Una actuación prudente y razonable hubiera sido despertar al operador de radio para que tratara de contactar con el barco con dicho método. Si Lord lo hubiera hecho, es posible que pudiera haber recibido los mensajes de socorro y quizá habría llegado a la posición del Titanic a tiempo para salvar un mayor número de vidas.
El capitán Lord se había retirado al cuarto de rumbo a las 11:00 p. m. para descansar por la noche; no obstante, el segundo oficial Herbert Stone, ahora en su guardia, notificó a Lord a las 1:10 a. m. que el barco había disparado cinco cohetes. Lord quiso saber si se trataba de señales de compañía, esto es, cohetes de colores empleados para la identificación de las navieras. Stone dijo que no lo sabía y que los cohetes eran de color blanco. El capitán Lord instruyó entonces a la tripulación que continuaran tratando de comunicarse con el barco mediante lámpara morse, y se echó de nuevo a dormir. La tripulación de guardia observó tres cohetes más en torno a las 1:50 a. m. y Stone apreció que las luces del barco parecían tener un aspecto extraño, como si este estuviera inclinado. A las 2:15 a. m., notificaron a Lord que las luces habían desaparecido. Lord preguntó de nuevo si las luces de los cohetes tenían algún color, y le informaron que todas eran blancas.

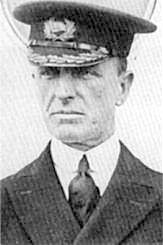
El capitán Stanley Lord, en una fotografía de 1912.

Unas horas después de la tragedia, el Californian eventualmente encendió su aparato de radio. En torno a las 5:30 a. m., el oficial jefe George Stewart despertó a Evans, y le informó que durante la noche se habían visto varios cohetes, pidiéndole que tratara de comunicarse con cualquier barco que estuviera por la zona. Entonces les llegaron reportes acerca de la pérdida del Titanic, que notificaron inmediatamente al capitán Lord, y el barco se puso en marcha para tratar de prestar auxilio. Llegó a la zona del hundimiento bastante después que el Carpathia, que ya había recogido a todos los supervivientes en los botes.
Las investigaciones estadounidense y británica determinaron que el barco visto por el Californian se trataba en realidad del Titanic (se estimó que se hallaba a unos 15 km al norte del buque siniestrado), y condenaron al capitán Lord por no haber acudido a su rescate. Sin embargo, al final de su vida Lord reafirmó su inocencia en un intento de lavar su imagen, y con el paso de los años, los defensores del capitán Lord argumentaron discrepancias con esta versión de los hechos, sugiriendo la hipótesis de la existencia de al menos otro barco situado en las cercanías entre el Titanic y el Californian y que habría sido en su opinión observado en el horizonte por ambos. Con el paso de los años se barajaron varios buques como candidatos para la identidad de este barco misterioso, siendo uno de ellos el barco de vela noruego Samson que supuestamente navegaba de forma ilegal por la zona. Sin embargo, una investigación en los registros del Lloyd's Register mostró que el Samson se encontraba en un puerto de Islandia por reparaciones en la fecha del hundimiento del Titanic, descartando su presencia en las cercanías de la tragedia en la noche del 14 de abril de 1912.

## Pasajeros y tripulación

### Orquesta del Titanic

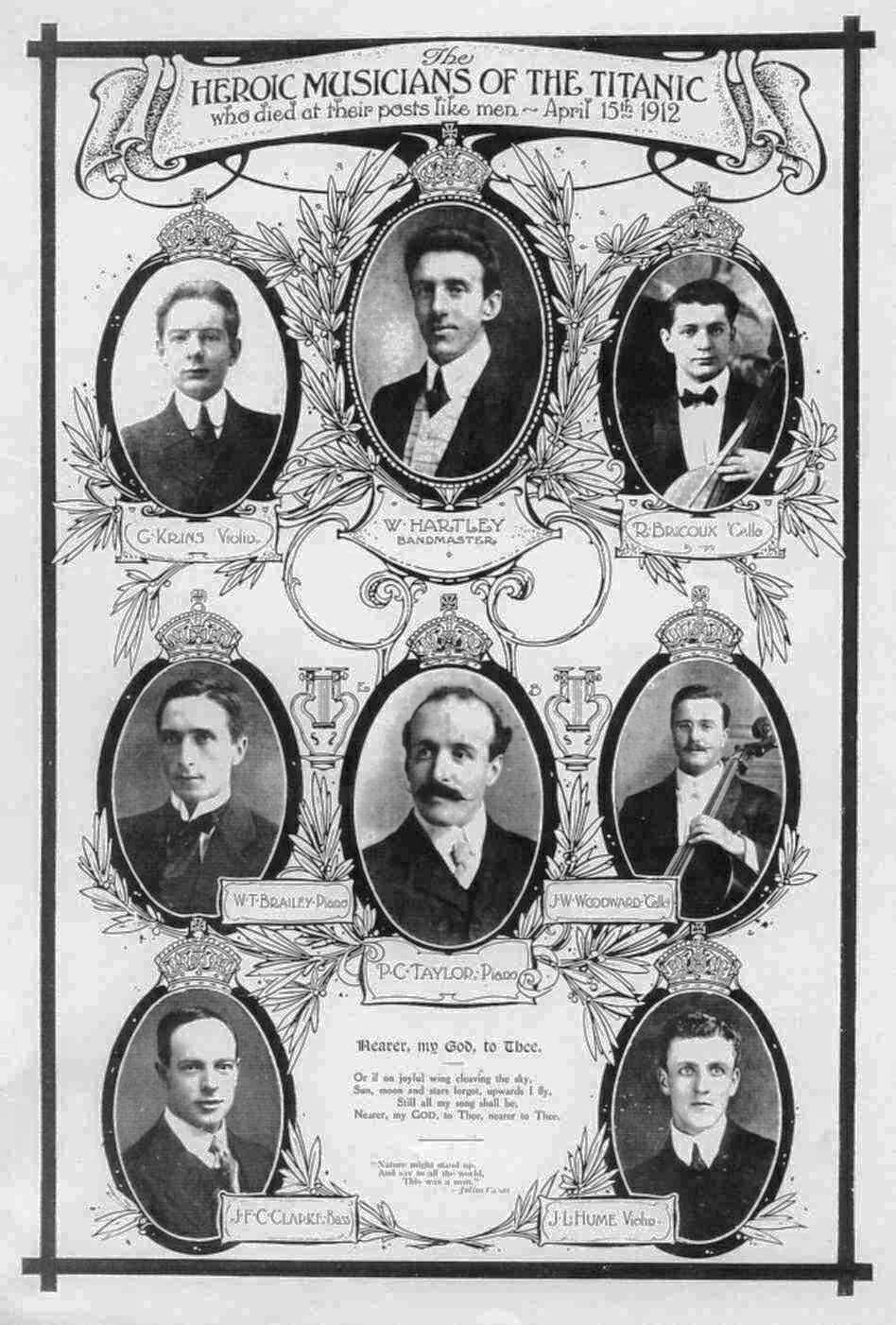
Los ocho miembros de la orquesta del Titanic.

Una de las más famosas leyendas del Titanic es la relativa a su orquesta de música. Durante el hundimiento, los ocho miembros, liderados por Wallace Hartley, se situaron aparentemente en el salón principal de primera clase, en la cubierta A, en un intento por hacer que los pasajeros no perdieran la calma. Más tarde, continuaron tocando posiblemente en la entrada de primera clase, en el más alto nivel de la Gran Escalinata de proa, a la altura de la cubierta de botes. Sin embargo, contrariamente a lo indicado en libros, documentales y películas es poco probable que los concertistas salieran al exterior de la mencionada cubierta para seguir actuando a la intemperie, al menos durante un largo período de tiempo. Al parecer, la banda no dejó de tocar incluso cuando ya era seguro que el buque se hundiría.
Ninguno de los integrantes de la banda sobrevivió al naufragio, y desde entonces ha habido mucha especulación respecto a cuál fue la última melodía que interpretaron. Algunos testigos, como la pasajera canadiense de primera clase Vera Dick afirmaron que la última canción fue «Más cerca, oh Dios, de ti». Hartley supuestamente había dicho a un amigo que si alguna vez se encontraba en un barco que se estaba hundiendo, "Más cerca, oh Dios, de ti" sería una de las canciones que interpretaría.
Pero Walter Lord, en su libro A Night to Remember popularizó la versión del operador de radio Harold Bride publicada en 1912 en el New York Times, en la que explicó que escuchó la canción "Autumn" antes de que el barco se hundiera. Se considera que Bride se refería bien al himno referido como "Autumn" o al vals "Songe d'Automne", entonces popular, pero ninguno se encontraba en el libro de canciones de la White Star Line para la banda. Bride fue uno de los dos únicos testigos supervivientes que se encontraban lo suficientemente cerca de la banda entonces, cuando flotó separándose de la cubierta justo antes de que el barco se hundiera definitivamente, por lo que su testimonio se considera generalmente fiable. La señora Dick sin embargo había abandonado el barco más de una hora antes, y posiblemente no pudo haber escuchado las últimas piezas interpretadas por la banda. La idea de que hubieran interpretado "Más cerca, oh Dios, de ti" probablemente sea un mito originado del naufragio del SS Valencia, que había recibido bastante atención por parte de la prensa canadiense en 1906, y quizá hubiera influenciado los recuerdos de Vera Dick.
Por otro lado, existen tres versiones de dicha canción y nadie más pudo confirmar cuál de ellas se interpretó, o si realmente fue esa la última: Horbury, escrita en 1861 por el reverendo John Dykes, era popular en Gran Bretaña, y otra, Bethany, escrita en 1856 por Lowell Mason era popular en Estados Unidos. La tercera versión era Propior Deo, escrita por Sir Arthur Sullivan y también popular en Gran Bretaña. Adicionalmente, la versión Horbury puede llegar a recordar al himno "Autumn". El 24 de mayo de 1912, las principales orquestas de Londres tocaron en un homenaje a los músicos fallecidos, y mientras tocaban la versión de Horbury, dos supervivientes en la audiencia se emocionaron y aseguraron que esta era la canción que habían escuchado desde los botes. La película de La Última Noche del Titanic (1958) usó la versión Horbury; mientras que el filme de 1953 Titanic, con Clifton Webb, utiliza la melodía Bethany, como también lo hace el film de James Cameron Titanic (1997). Para complicar las cosas aún más, Horbury era la versión anglicana del himno, mientras que Propior Deo era la versión metodista. El líder de la banda, Wallace Hartley era un devoto metodista, así como hijo de un director de coro metodista, y otros músicos de la orquesta también eran metodistas. Propior Deo no sólo fue cantada en el funeral de Hartley sino también inscrita en su lápida. Recientemente ha surgido otra posibilidad. Entre los objetos dejados en herencia a la esposa de Hartley, Maria Robinson, se encontraba una partitura de otra versión del himno escrita por Lewis Carey en 1902, y popularizada por la contralto australiana Ada Crossley. Dado que Crossley interpretaba tanto en Gran Bretaña como en Norteamérica, es posible que esta versión fuera también conocida por los pasajeros a ambas orillas del Atlántico.
El coronel Archibald Gracie, historiador amateur que se mantuvo a bordo del Titanic hasta los momentos finales, y fue rescatado posteriormente en uno de los botes plegables, escribió sus memorias acerca del hundimiento inmediatamente tras la tragedia, aunque murió pocos meses más tarde. Su detallado relato fue guardado por su familia y sería hecho público más tarde. De acuerdo a Gracie, las canciones interpretadas por la banda fueron "alegres" pero no reconoció ninguna de ellas, afirmando que si "Más cerca, oh Dios, de ti" hubiera sido interpretada como se afirmaba en los periódicos, "lo hubiera sabido sin dudarlo, y lo hubiera considerado como un aviso sin tacto de la muerte que nos aguardaba a todos nosotros, y como una canción que hubiera creado el pánico."

### Sacrificio de los hombres

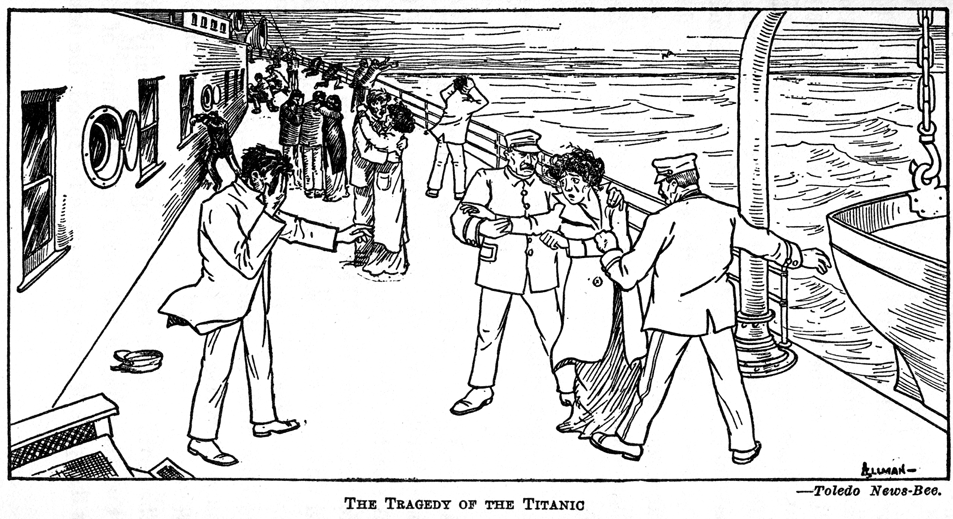
The Tragedy of the Titanic por Walter R. Allman.

En 2022, Claes-Gõran Wetterholm, autor y experto en el Titanic, argumentó que "no era cierto" que las mujeres y los niños sobrevivieran gracias a la valentía de los hombres; de los últimos sobrevivientes que escaparon en los últimos botes salvavidas que abandonaron el lado de estribor del barco, dijo, la mayoría eran hombres. En total se salvaron 338 hombres y solo 316 mujeres. En un estudio de 18 naufragios realizado por los economistas Mikael Elinder y Oscar Erixon declararon que "la evidencia del Titanic no es representativa de los desastres marítimos en general", pues estadísticamente de estos 18 naufragios "solo el 17,8 por ciento de las mujeres sobrevivieron frente al 34,5 por ciento de los hombres", mientras que "de las 1.496 personas que perecieron con el Titanic, el 73,3 por ciento de las mujeres y el 50,4 por ciento de los niños sobrevivieron frente a sólo el 20,7 por ciento de los hombres". Esto es debido según ellos a la orden del capitán Smith de embarcar dando preferencia a mujeres y niños. En la banda de babor Lightoller interpretó restrictivamente las órdenes y no dejó embarcar a ningún hombre. En la banda de estribor, Murdoch dejó embarcar a los hombres solo cuando no quedaban niños y mujeres. J. Bruce Ismay embarcó el bote plegable C en el último momento, gesto que sería juzgado muy severamente por la opinión pública americana y británica.

### Los pasajeros de 3.ª clase

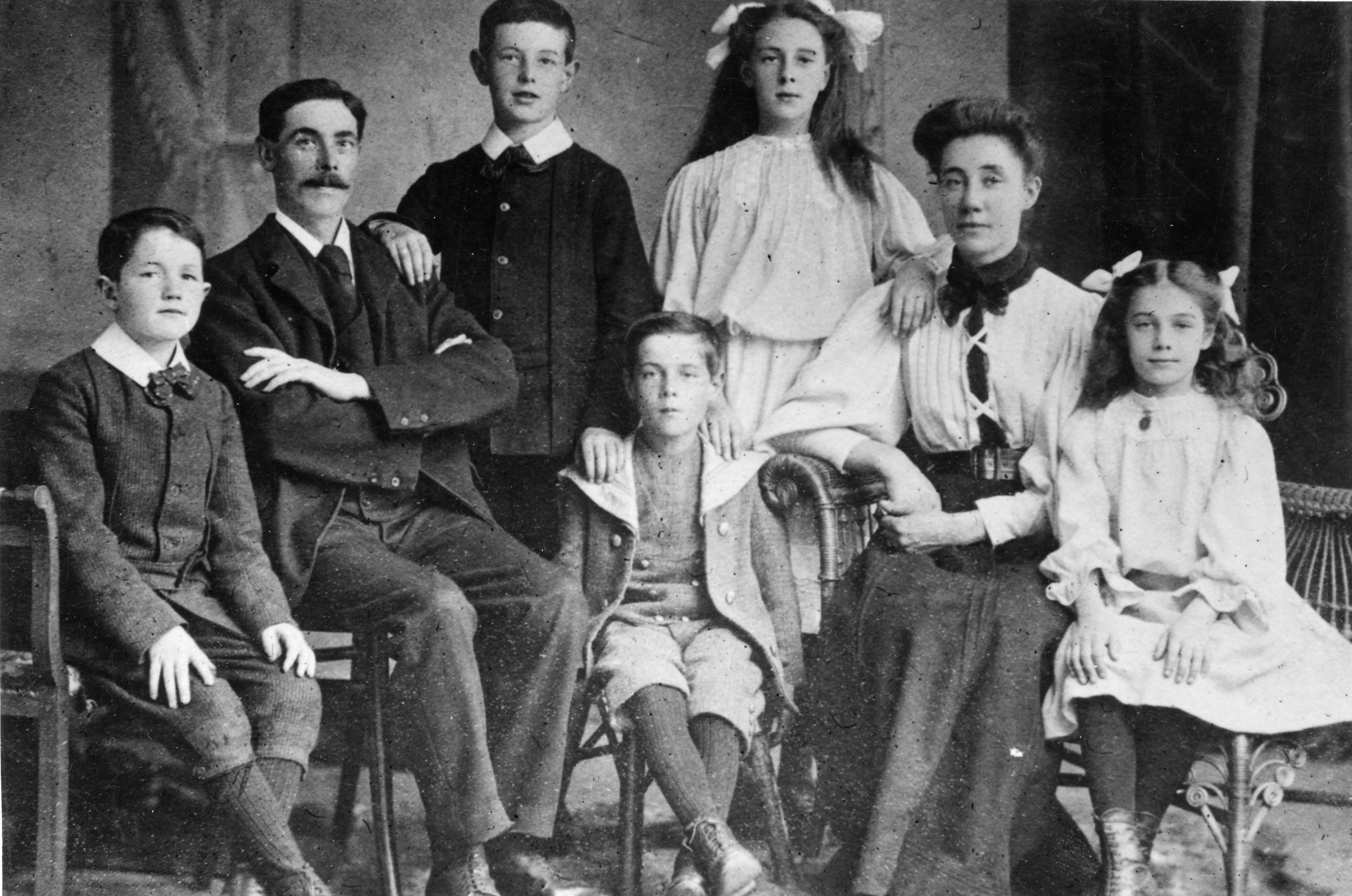
Los ocho miembros de la familia Goodwin (de los que solo siete aparecen en esta fotografía) embarcaron en tercera clase. Ninguno de ellos sobrevivió al hundimiento.

Una de las leyendas más populares acerca del hundimiento del Titanic es probablemente que los pasajeros de 3.ª clase fueron retenidos en las cubiertas inferiores mientras el buque se iba a pique. Sin duda, fue el colectivo de viajeros que más decesos registró, con el 75 % de fallecidos. Algunos supervivientes de esta clase como la finlandesa Anna Sophia Turja (1893-1982), el británico Gus Cohen (1893-1978) o el irlandés Daniel Buckley (1890-1918) alegaron que habían encontrado obstáculos, bien sean físicos (verjas metálicas cerradas que impedían el paso hacia las cubiertas superiores) o por parte de la tripulación, para lograr alcanzar la cubierta de botes salvavidas.
No obstante, se supo que, una vez difundida entre el pasaje y la tripulación la noticia del hundimiento, varios tripulantes intentaron guiar hacia la cubierta superior a estos pasajeros. El repostero inglés Albert Pearcey (1887-1952) dirigió a algunos pasajeros hacia los botes salvavidas a través de una puerta que comunicaba el área de tercera clase con la primera clase. El camarero inglés John Hart (1880-1954) descubrió abierta la puerta que daba acceso al pasillo con la escalera de segunda clase. A las 0:30, al ser informado de que las mujeres de 3.ª clase debían subir a la cubierta de botes, tuvo dificultades para convencerlas porque muchas se negaban a abandonar a sus maridos.
Sin embargo, el acceso a la cubierta superior llegó a quedar restringido y otros camareros impidieron a los hombres subir, aunque permitían pasar a las mujeres y niños. Las puertas que conectaban la cubierta inferior con la segunda clase permanecieron cerradas y algunos hombres se vieron obligados a gatear sobre los aguilones de las grúas de la cubierta inferior de popa para alcanzar las cubiertas superiores. Aunque los camareros hicieron repetidos intentos por guiar a mujeres y niños hacia los botes de salvamento, parece ser que nadie recorrió los pasillos, camarotes y salas públicas de las cubiertas de tercera clase para orientar hacia los botes a un mayor número de personas que estuvieran deambulando sin saber qué hacer. Para cuando se permitió a los hombres subir desde la cubierta inferior, ya era demasiado tarde, pues ya habían sido arriados casi todos los botes salvavidas. El historiador del Titanic Tim Maltin mantuvo que las puertas y portones entre la tercera clase y el resto del barco "se mantenían cerradas para cumplir con las leyes de inmigración de 1912" para prevenir la propagación de enfermedades infecciosas.
Otras hipótesis para explicar el elevado porcentaje de fallecidos de tercera clase pueden ser;
- El origen multicultural del pasaje de 3.ª clase dando como resultado que la mayoría no era angloparlante. En el Titanic, la tripulación solo hablaba el idioma inglés, por lo tanto, muchos de esos pasajeros no pudieron entender las instrucciones de evacuación que les impartía el personal de a bordo, ni pudieron leer los letreros que indicaban las salidas de emergencia que también estaban impresos en lengua inglesa.
- El hecho de no haber realizado ningún simulacro de emergencia con antelación ni la puesta en marcha de un plan organizado de salvamento.
- El difícil acceso a la cubierta de botes desde la sección de la tercera clase, tanto la primera como la segunda clase tenían acceso directo a dicha cubierta pero la tercera no.
- Tim Maltin explica que la mayoría de pasajeros de tercera clase eran inmigrantes pobres que no estarían dispuestos a dejar a sus esposas e hijos a su suerte en un país en el que no existía Estado del bienestar.

### Últimos momentos de Thomas Andrews

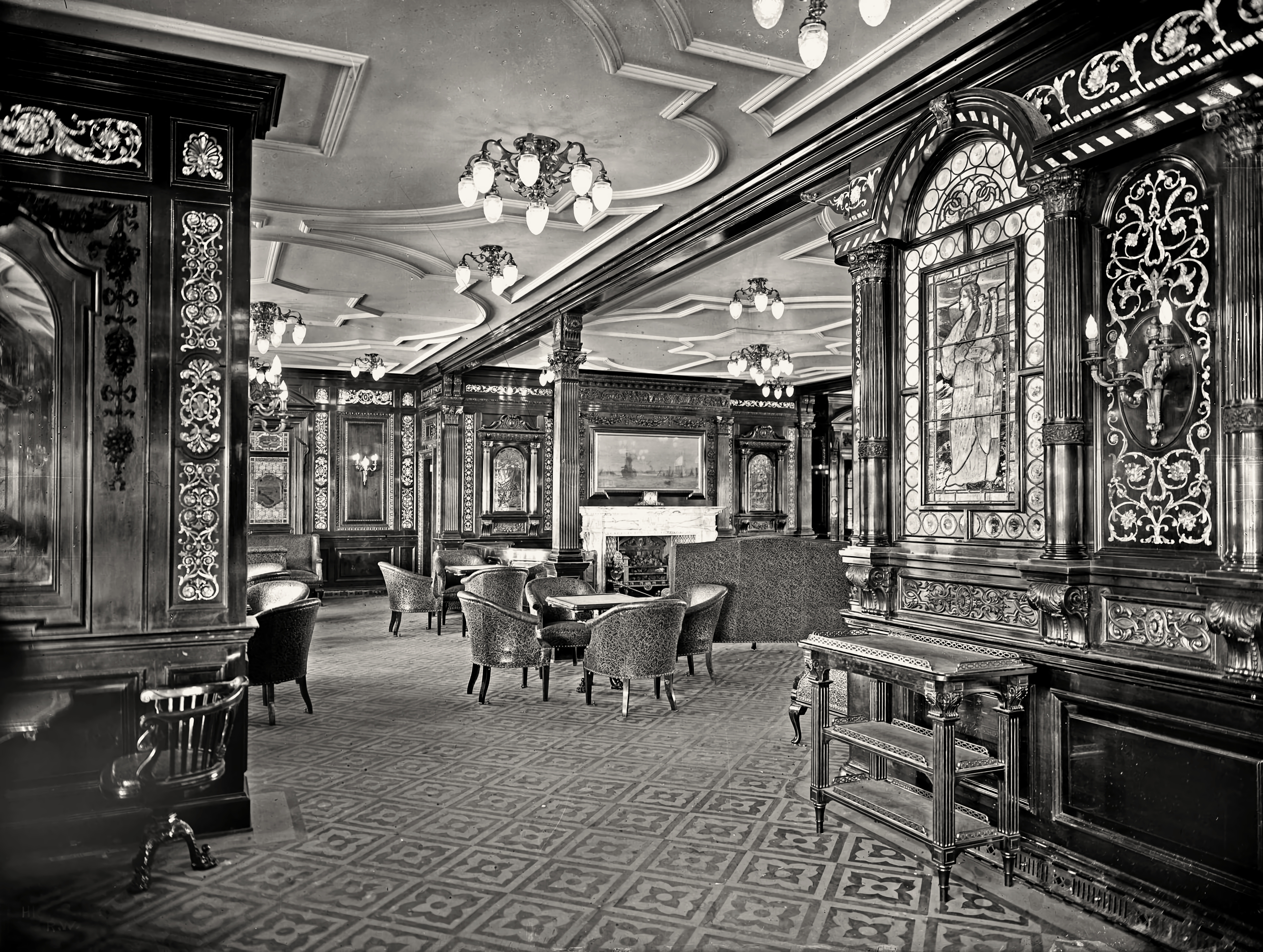
Según una leyenda muy extendida, Thomas Andrews fue visto por última vez en el salón de fumadores de primera clase, aunque esto ha sido posteriormente puesto en entredicho. En la imagen, se aprecia una reconstrucción del salón del Titanic, realizada a partir de una fotografía del Olympic, cuyo salón era muy similar.

Según uno de los mitos más extendidos, el diseñador del Titanic y de la clase Olympic, Thomas Andrews, fue visto por última vez por John Stewart, un mayordomo del barco, aproximadamente a las 2:10 a. m., diez minutos antes del final del hundimiento. De acuerdo con este testimonio, Stewart vio a Andrews solo junto a la chimenea del salón de fumadores de primera clase, indiferente a lo que sucedía alrededor y observando en silencio el cuadro Plymouth Harbor (El puerto de Plymouth), con su chaleco salvavidas en una mesa cercana. La pintura ilustra la entrada a Plymouth Sound, que el Titanic habría visitado en su viaje de vuelta según estaba previsto. 
Aunque este se ha convertido en uno de los mitos más perpetuados acerca del hundimiento del Titanic, esta historia, que fue publicada por primera vez en un libro de 1912 (Thomas Andrews: Shipbuilder) y ha sido repetida desde entonces, provenía de John Stewart, que abandonó el barco en uno de los botes salvavidas aproximadamente a las 1:40 a. m. y que, por tanto, no pudo haber visto a Andrews con posterioridad.
Sin embargo, existen testimonios que ubican a Andrews en cubierta posteriormente, de modo que es posible que pasara unos minutos en el salón, donde fue visto por Stewart, pero al final intentara salvarse. En torno a las 2:00 a. m., Andrews fue visto de nuevo en el puente de mando y en la cubierta superior, asistiendo a la evacuación.
Otros testimonios sitúan a Andrews en cubierta, después de que todos los botes hubieran abandonado el transatlántico, arrojando sillas plegables al océano de forma que los pasajeros pudieran utilizarlas para facilitar su flotación. Andrews después se encaminó al puente, quizá en busca del capitán Smith. Andrews fue visto por última vez abandonando el barco en el último momento, mientras se hundía el puente. Su cuerpo nunca fue recuperado.

### Benjamin Guggenheim

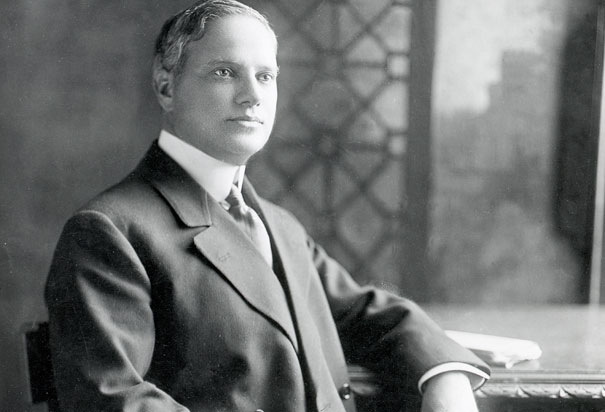
El pasajero de primera clase Benjamin Guggenheim.

El pasajero Benjamin Guggenheim (1865-1912) y su criado se vistieron de gala para morir alegando: "Nos hemos puesto nuestras mejores galas y estamos listos para hundirnos como caballeros." Sin embargo, esto es probablemente falso.
Los relatos heroicos de resignación durante el naufragio son parte de las leyendas del Titanic. Sin embargo, es posible que no todos sean totalmente verídicos. Según el camarero Henry Etches, la citada decisión ocurrió unos 45 minutos después del choque, sobre las 0:25. A esa hora, ni la inmensa mayoría de los pasajeros conocían la gravedad de la situación, ni ningún bote salvavidas había sido botado.
Etches abandonó tempranamente el incipiente agónico buque hacia las 0:45, a bordo del bote n.º 5. Concluyendo, no es posible saber con absoluta certeza si Guggenheim hizo gala de semejante sangre fría desde los iniciales momentos del inminente hundimiento, ni si llegó a cumplir fielmente su decisión hasta el mismo fin.
Curiosamente, Etches no dijo nada acerca de esta famosa cita cuando fue llamado para prestar declaración en el Senado de Estados Unidos, solo fue mencionada en los periódicos.

### William Thomas Stead
William Thomas Stead (1849-1912) fue visto con vida por última vez sentado impasible en la sala de fumadores, leyendo un libro mientras el Titanic naufragaba. Ese es el relato más difundido sobre los últimos momentos con vida de Stead, de acuerdo al fogonero George Kemish (1888?-1966). No obstante, Kemish escribió sus memorias del naufragio más de cuarenta años después. Pareciendo improbable que en aquel momento conociera ni siquiera de vista a William.
Imanita Shelley (1887-1954), superviviente de segunda clase, declaró que mientras subía al bote n.º 10 (posiblemente), arriado hacia las 1:50, vio a Stead solo y sin salvavidas puesto en la cubierta de botes, cerca de la barandilla del lateral de popa.

### La insumergible «Molly» Brown

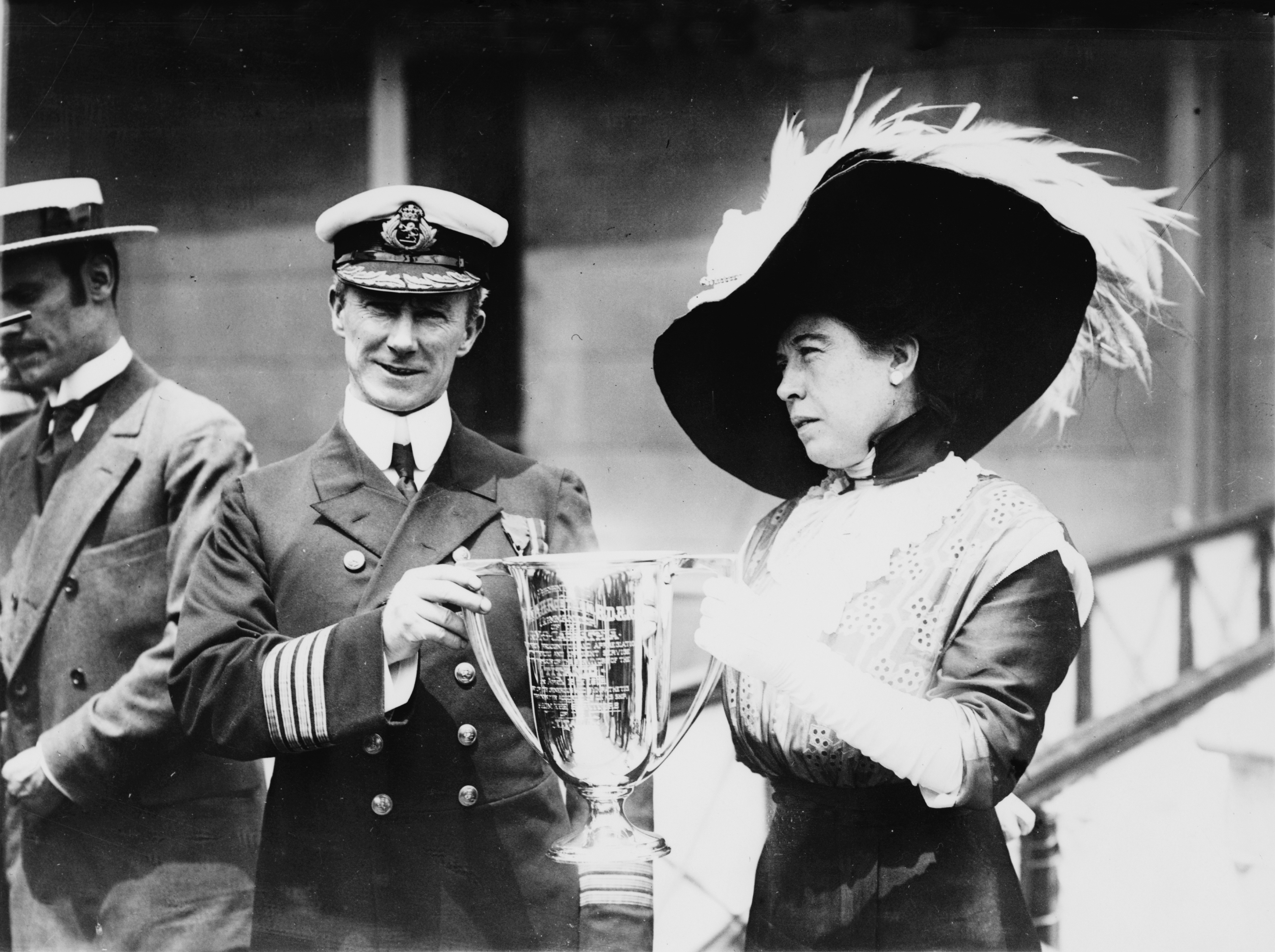
Margaret Brown haciendo entrega de un premio al capitán del ', Sir Arthur Rostron por su participación en el rescate de los supervivientes del naufragio.

Se afirma que la superviviente estadounidense Margaret Brown (1867-1932) fue rebautizada por la sociedad después del hundimiento como La Insumergible Molly Brown, pero en realidad nunca recibió tal apelativo en vida. La creación de este apodo se le atribuye al compositor Meredith Willson, que encontraba que «Molly» era más fácil de pronunciar para cantar que «Maggie», el verdadero apelativo de Margaret. Willson compuso un musical sobre la vida de Brown en la que su papel era interpretado por Debbie Reynolds, que fue un éxito entre 1960 y 1962. Fue incluso adaptado al cine dos años más tarde por el director Charles Walters con el nombre The Unsinkable Molly Brown. Sin embargo, tanto el musical como la película dan una imagen falseada de ella, puesto que la presentan como una huérfana. A pesar de todo, la película fue uno de los mayores éxitos cinematográficos de 1964 y, a los ojos de todos, se convirtió en «la insumergible Molly».
El telefilme S.O.S. Titanic (1979) de William Hale ofrece una imagen de una mujer grosera y poco culta. Una escena del naufragio del Titanic la muestra amenazando a Robert Hichens con un arma, lo que es totalmente falso. Sin embargo, la película Titanic (1997) de James Cameron ofrece una visión más realista. Interpretada por la actriz Kathy Bates, con la que guarda un parecido físico, aparece como la mujer cultivada y segura de sí misma que era. Entre los pasajeros de primera clase, es la única que trata bien al protagonista del filme, Jack Dawson, pasajero de tercera clase. Sin embargo, Cameron usó igualmente el nombre «Molly» para el personaje.

## Estructurales y equipamiento

### El timón y los materiales

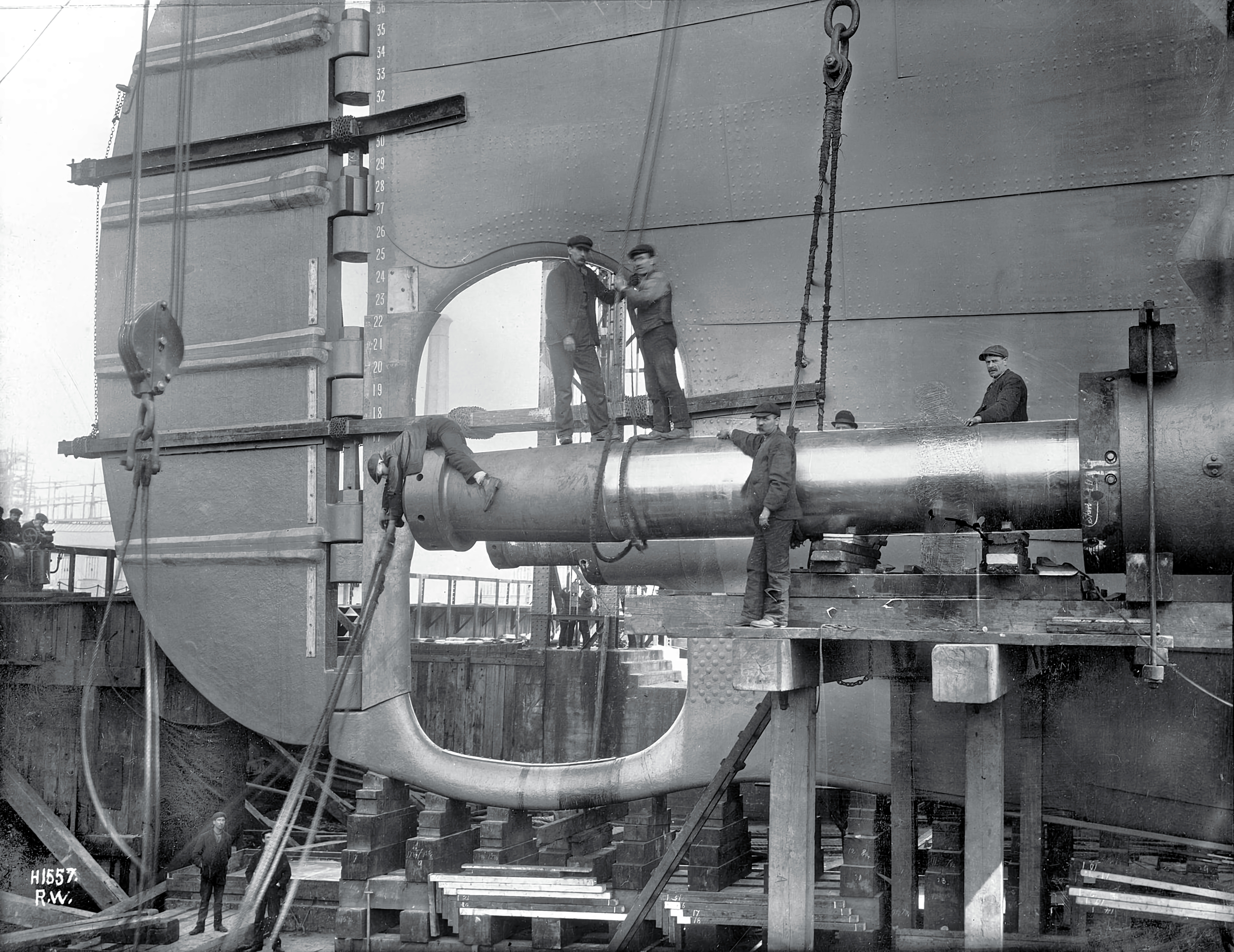
Vista del timón y de los ejes de las hélices del Titanic durante su construcción.

Pese a que siempre se menciona que el timón del barco no era lo suficientemente potente o grande para hacer virar el buque de forma adecuada, esto es completamente falso. Su área efectiva LTX era de 1,54% (el rango recomendado actual se sitúa entre 1,5-2.0%). El 2 de abril de 1912, tras la finalización de su construcción, el Titanic fue puesto a prueba frente a los astilleros en los que había sido construido. Las pruebas consistieron en un número de maniobras para probar las características de su manejo, realizadas en la entrada del Belfast Lough y posteriormente en mar abierto en el mar de Irlanda. Durante el curso de 12 horas, el Titanic fue probado a diferentes velocidades y obligado a realizar giros exigentes, que el barco describió con total normalidad. Por lo tanto, el timón era lo suficientemente grande para el tamaño del barco. En efecto, el tamaño del timón del Titanic cumplía las normas de la época e incluso las actuales.
Algunos estudios indican que la combinación de parar las máquinas y virar todo el timón a babor no influyó en el resultado, lo que sí influyó fue que en el momento de quedar las hélices en posición de parada, este estado causó que el flujo turbulento que provenía de la acción de las hélices en movimiento de avance y que se imprimía sobre el timón, cambiara a flujo laminar disminuyendo apreciablemente las fuerzas de succión y presión ejercidas sobre el área efectiva del timón que posibilita el viraje al momento de virar la caña, por tanto el Titanic se «deslizó» sobre su trayectoria en vez de continuar el viraje a pesar de tener el timón virado.

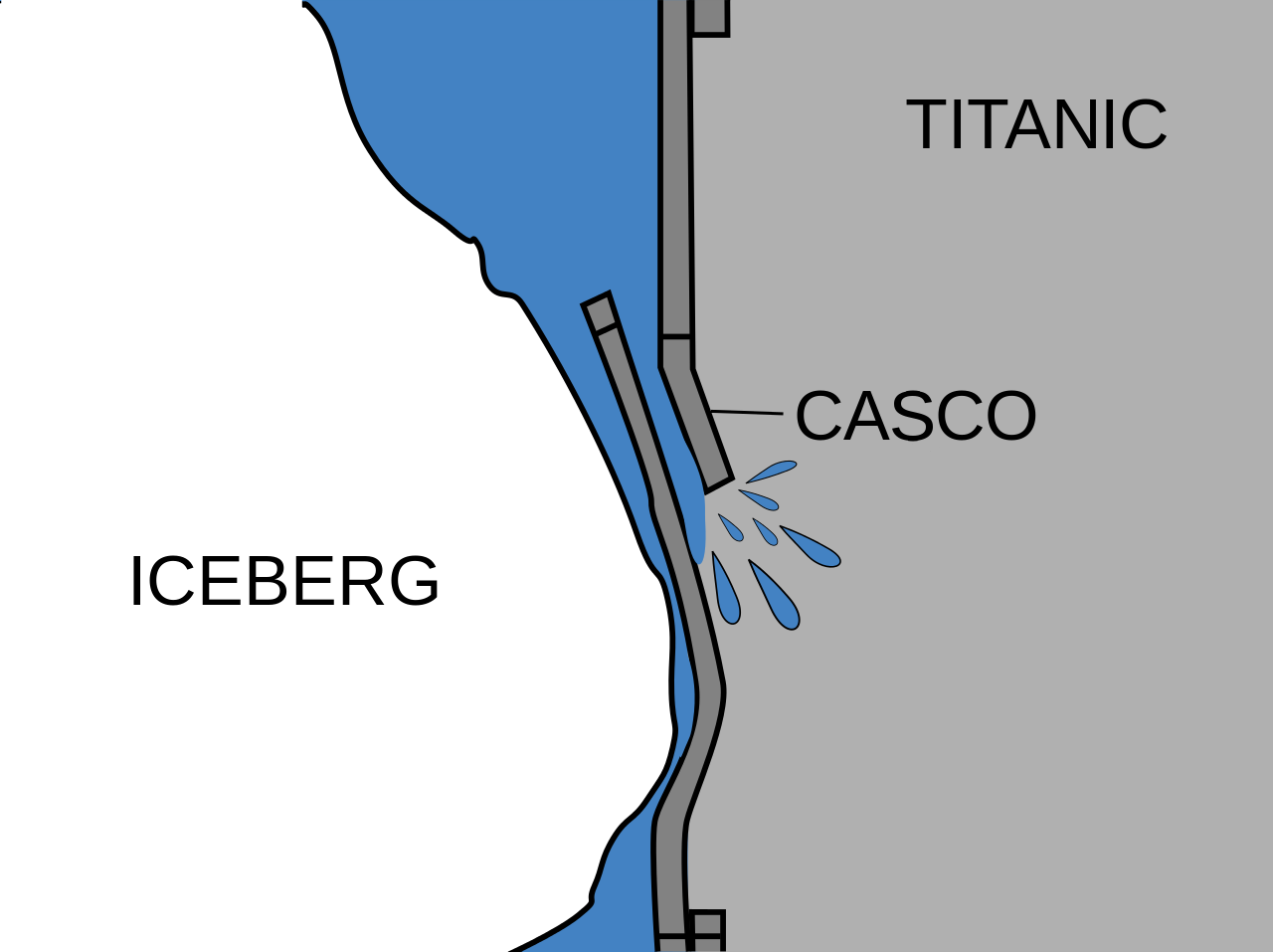
Representación del daño causado por el iceberg en el casco del barco. La presión del iceberg hizo doblarse a las placas de acero que componían el casco, haciendo saltar los remaches y abriendo varias vías de agua.

Respecto de los materiales, aunque siempre se ha mencionado una supuesta mala calidad del acero empleado en su construcción, esto tampoco es cierto, pues no solo el Titanic fue construido de esa forma: el 90% de los barcos de la época eran construidos con el mismo acero con cierto contenido en azufre, que si bien hoy en día no superaría las pruebas de calidad necesarias, en 1912 era un material más que aceptable. El barco gemelo del Titanic, el RMS Olympic, estuvo en servicio durante 23 años (de 1911 a 1935), demostrando las excelentes condiciones de diseño de los buques de la clase Olympic. Aunque se indica generalmente que el acero de mala calidad se torna quebradizo a baja temperatura, esto no tuvo influencia en la resistencia de este al momento de impactar con el iceberg, ya que los remaches saltaron por la presión ejercida y el acero se dobló sin resquebrajarse. 

### División en dos del buque
Todavía hoy se debate acerca de las causas y la mecánica de la rotura del Titanic. Varios supervivientes del naufragio fueron entrevistados, y testificaron que la nave se partió en dos. Sin embargo, muchos otros testigos aseguraban que la nave se hundió intacta. No obstante, todos los supervivientes coincidían en que hubo un gran trueno o estallido, unos segundos antes de que la nave se hundiera.
Esta controversia se resolvió con el descubrimiento en 1985 de los restos del Titanic por un equipo liderado por Robert Ballard, reposando a unos 3800 metros de profundidad en el océano Atlántico, lo que confirmó que el buque se había partido en dos partes en la superficie o muy cerca de ella. La exploración de los restos permitió descubrir que el Titanic comenzó probablemente a partirse cerca de la 3.ª chimenea. Sin embargo, la polémica respecto al punto exacto de la rotura, así como el ángulo alcanzado por el barco en los momentos previos a esta siguió sin aclararse.
En su libro A Night to Remember, publicado en 1955, Walter Lord describió los últimos momentos del Titanic suponiendo que el barco alcanzó una posición "absolutamente perpendicular" sobre el agua antes de desaparecer. Esta opinión prevaleció prácticamente sin cuestionarse incluso después del descubrimiento de los restos. Muchas fotos e ilustraciones mostraban al Titanic alcanzando, entero, un ángulo de 30° o incluso superior; las ilustraciones del reputado artista marino Ken Marschall así como la película de James Cameron en 1997 mostraban al barco con un ángulo elevado antes de la rotura en dos. La mayor parte de los investigadores admitían que la junta de expansión trasera del Titanic (diseñada para permitir cierta flexibilidad del casco en caso de mar encrespado) no jugó un papel determinante en la rotura del buque, aunque el debate continuó acerca de si el casco se rompió desde la parte superior hacia abajo, o desde el fondo del casco hacia arriba.

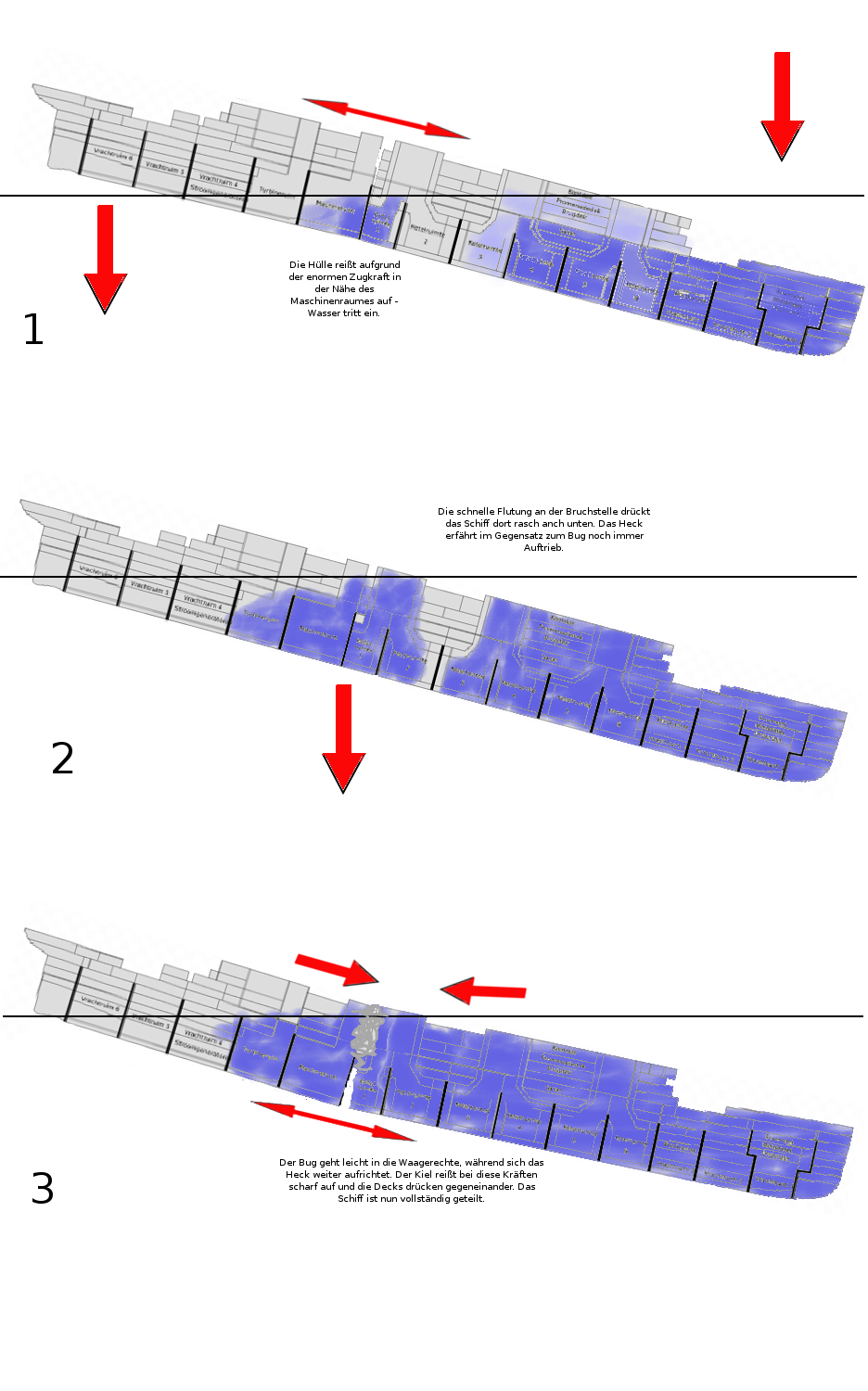
Esquema de la rotura del Titanic suponiendo que la rotura del casco comenzó a producirse debajo del agua, desde la quilla hacia las cubiertas superiores.

En 2005, una expedición al pecio realizada por el barco de investigación ruso Akadémik Mstislav Kéldysh y un equipo del History Channel encontró dos secciones del fondo del casco separadas como 800 m entre sí que encajaban perfectamente y constituían la sección del casco que se encontraba justo en la zona de la rotura (una de las secciones correspondería al trozo de proa y el otro al sector de popa). Con la asistencia del ingeniero naval Roger Long, el equipo analizó los restos y desarrolló una nueva teoría acerca de la rotura durante el hundimiento que fue publicada en el documental de 2006 Titanic's Final Moments: Missing Pieces. De acuerdo a esta teoría, cuando la zona de la rotura estaba ya cubierta por el agua, la proa se encontraba totalmente inundada y hacía de contrapeso, actuando con un empuje hacia abajo considerable. El casco habría comenzado a partirse desde la quilla hasta la cubierta, en sentido contrario del esperado, aplastando las cubiertas superiores y produciendo un corte limpio en la quilla, teniendo lugar la rotura del casco al nivel del mar o debajo del agua. La popa cae levemente solo hasta que la proa aún unida se hunde, colocando la sección de popa una posición casi vertical. Una vez separadas, la sección de popa se da la vuelta de casi 180° sobre sí, permanece un minuto inmóvil (según testigos) y finalmente se hunde en el océano. 
Esta teoría ayudaría a explicar el hecho de que muchos de los supervivientes, incluido el presidente de la White Star Line, asegurasen que el barco jamás se rompió en dos, puesto que la separación total tuvo lugar casi debajo del agua. Para muchos observadores el Titanic no parecería haberse partido dado que la rotura final se habría producido bajo el agua. Tan solo algunos más cercanos podrían haber notado cómo el barco se había quebrado y el posterior levantamiento de la popa relatada por varios testigos. Jack Thayer, uno de los supervivientes y principales testigos del hundimiento, de hecho declaró que el barco se había partido y dibujó al Titanic en dos partes: la proa aparece asomándose en el agua y la popa en ángulo de 80°. 
Este mismo documental llegó a la conclusión de que el barco no se levantó 45° sobre el nivel del mar antes de partirse por la mitad. De hecho, si hubiera llegado a ese nivel de inclinación, la estructura de acero de la quilla sería lo suficientemente resistente como para no partirse. De acuerdo al investigador Long, la rotura del barco se produjo con un ángulo mucho menor del asumido generalmente hasta entonces, no mayor de 11°.
Long también sospechaba que la rotura del Titanic podía haber tenido que ver con el fallo prematuro de la junta trasera de expansión del barco. En 2006, el History Channel patrocinó varias inmersiones al buque hermano del Titanic, el HMHS Britannic, para comprobar que el diseño de las juntas de expansión del Britannic habían sido modificadas para optimizar el diseño incorporado previamente al Titanic. Para poner a prueba la teoría de Long, el History Channel solicitó una nueva simulación a ordenador, cuyos resultados fueron mostrados en el documental de 2007 Titanic's Achilles heel, y que parcialmente refutaron las sospechas de Long al demostrar que las juntas de expansión del Titanic eran lo suficientemente fuertes para soportar las fuerzas que el barco pudiera tener que soportar en su vida útil y durante el hundimiento, donde se comportaron por encima de sus especificaciones de diseño. Pero, más importante aun es el hecho de que las juntas de expansión formaban parte de la superestructura, que estaba situada por encima de la cubierta reforzada (cubierta B) y por tanto por encima del casco estructural que constituía el esqueleto del Titanic. Las juntas de expansión no desempeñaban ninguna función de soporte del casco, por lo que no tuvieron que ver con la rotura del barco, simplemente flexionaban, y se hubiera separado en caso de que el casco hubiera flexionado o separado por debajo de la junta.
Una teoría que podría explicar la fractura del casco consiste en que el Titanic hubiera embarrancado ligeramente en el iceberg durante la colisión, resultando dañado de forma inapreciable justo en la quilla. Durante el hundimiento, sucedió que la sala de calderas n.º 4 se inundó desde el suelo en lugar de hacerlo desde arriba, del agua proveniente de los mamparos estancos más a proa. De confirmarse, esto sería consistente con un daño adicional en la quilla que hubiera comprometido el casco por debajo.
En cualquier caso, tras el hundimiento, se estima que la parte de la proa tardó varios minutos en dar contra el fondo del mar, y con el impacto, la estructura sufrió daños algo más severos. Uno de los hechos más notables es el campo de escombros de 600 m que le antecede como una alfombra angosta, que llega hasta el campo en donde se encuentra la parte anterior. Por su parte, la popa, aún llena de aire, se hundió con implosiones por la presión, que la deformaron, desgajando las cubiertas y finalmente se estrelló de quilla contra el fondo quedando casi totalmente destruida. Solo el lado de babor es reconocible.

### El equipamiento del Titanic
El Titanic no fue el primer transatlántico del mundo que contaba con piscina, gimnasio y baños turcos. Fue el tercer barco en incorporar dichas instalaciones. El primer buque con gimnasio fue el RMS Franconia, de la compañía naviera rival Cunard, en febrero de 1911. El segundo fue el buque hermano del Titanic, el Olympic, en junio de ese mismo año. 
En la piscina del Titanic se utilizaba agua de mar, que era calentada para proporcionar cierto confort. El uso de la piscina era gratuito durante ciertas horas del día, aunque el resto del tiempo se cobraba una tarifa de 0,25$ por la admisión. La decoración de la piscina era sorprendentemente sencilla para formar parte de las instalaciones dedicadas a la primera clase. Tan sólo un año después, en 1913, el SS Imperator debutaría en la ruta del Atlántico con una lujosa piscina de estilo pompeyano.
Por otro lado, el RMS Adriatic, perteneciente a la misma compañía naviera que la clase Olympic, debutó aportando, por vez primera, piscina y baños turcos en mayo de 1907. Le secundaría el Olympic, en junio de 1911, y posteriormente el Titanic.

### Los botes salvavidas
Los botes del Titanic eran insuficientes para albergar a todos los pasajeros y tripulación en caso de emergencia. El navío carecía de botes para evacuar a un total de 2369 personas, en el hipotético caso que el navío fuera abordado por su capacidad máxima de pasajeros y tripulación, es decir, 3547 personas. El Titanic fue inicialmente proyectado para llevar el doble de botes (32) instalados en doble fila, pero dicha propuesta fue retirada para mejorar el espacio disponible para los pasajeros y en pro de la estética. También existió otra propuesta, de Alexander Carlisle (que para esa época ya no trabajaba para Harland and Wolff), de transportar hasta 66 botes salvavidas, que finalmente también fue descartada.
No obstante, el transatlántico excedía ligeramente la normativa de la época establecida por la Board of Trade británica, que databa de 1894, la cual establecía que buques con un registro bruto de 10 000 toneladas o superior, debían transportar 16 botes salvavidas. De esta manera, el Titanic llevaba 4 botes de salvamento más de los exigidos por normativa, 20 en total. Los 20 botes a plena capacidad solo podían albergar a 1178 pasajeros. En el único viaje del navío, este alojaba a unas 2228 personas, por lo tanto, unas 1050 personas no disponían de plaza en los botes.

### Mercancías y bienes a bordo del Titanic

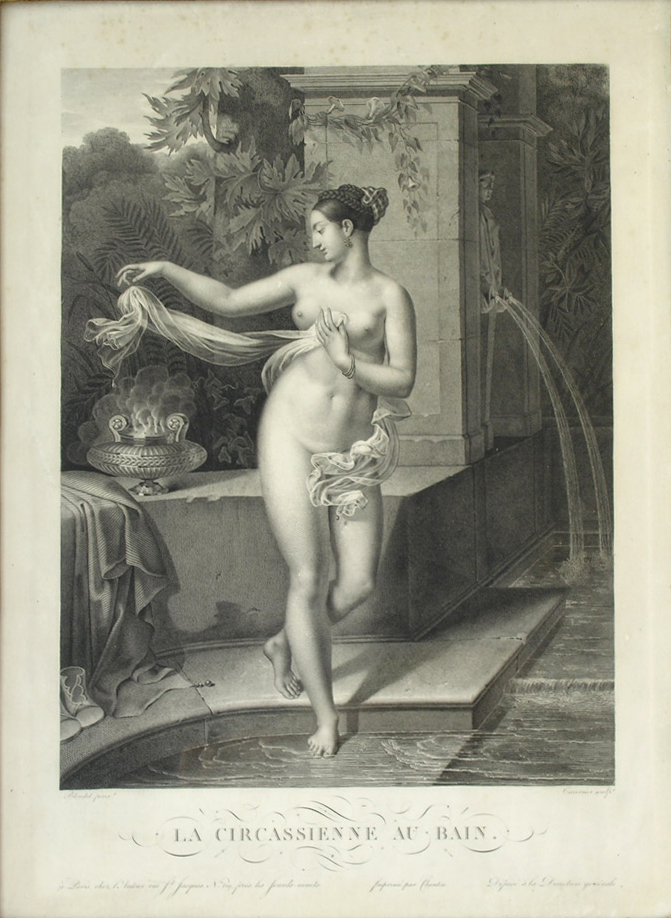
La Circassienne au Bain, realizada por Merry-Joseph Blondel, era el artículo de mayor valor perdido en el naufragio del Titanic. La imagen que se muestra aquí es una litografía del cuadro, realizada en el siglo XIX.

A pesar de posteriores mitos surgidos tras el naufragio, las mercancías transportadas en el viaje inaugural del Titanic eran bastante mundanas. No transportaba oro, minerales exóticos o diamantes; uno de los artículos más famosos perdidos en el naufragio, una copia del Rubaiyat of Omar Khayyam con joyas incrustadas, estaba valorada en solo £405 (£36.162 al cambio actual).
De acuerdo a las peticiones de compensación de daños realizadas tras la catástrofe, la pieza más valorada entre la mercancía y el equipaje de los pasajeros se trataba de un gran cuadro de corte neoclásico llamado La Circassienne au Bain, realizada por el artista francés Merry-Joseph Blondel. El dueño de la pintura, el pasajero de primera clase Mauritz Håkan Björnström-Steffansson, pidió oficialmente 100.000 dólares en compensación (2,4 millones de dólares al cambio de 2014) por la pérdida de la pieza de arte.

## Literatura premonitoria de la catástrofe
Al mismo tiempo que se produjo el hundimiento del Titanic, el número del 1 de mayo de 1912 de The Popular Magazine, una revista pulp estadounidense, salía a la venta. Contenía una corta historia llamada "The White Ghost of Disaster" ("El blanco fantasma del desastre"), que describía la colisión de un transatlántico con un iceberg en el océano Atlántico, el hundimiento del barco y el destino de los pasajeros. La historia, escrita por Mayn Clew Garnett (el pseudónimo del autor de relatos marinos T. Jenkins Hains), causó una cierta sensación. En 1898, catorce años antes de la catástrofe, Morgan Robertson escribió un libro llamado Futility, or the Wreck of the Titan. Esta novela presenta un enorme transatlántico británico llamado Titan, que siendo considerado insumergible, lleva un número insuficiente de botes salvavidas. En un viaje en el mes de abril, el Titan choca contra un iceberg y se hunde en el Atlántico norte resultando en la pérdida de casi todos los pasajeros. Hay algunas similitudes entre este relato ficticio del Titan y el hundimiento del Titanic. No obstante, también hay diferencias significativas (por ejemplo, el ficticio Titan en realidad no choca contra un iceberg sino que se estrella contra un campo de hielo y se escora violentamente hacia un lado, tanto que los pasajeros, salvo el protagonista y una niña que logran saltar a tiempo, no tienen tiempo ni de salir del barco y fallecen todos). 
En 1912, el periódico alemán Berliner Tageblatt publicó un libro en capítulos desde el 9 de enero hasta el 24 de abril. Este trabajo de ficción estaba escrito por Gerhart Hauptmann, quien recibiría el Premio Nobel de Literatura más tarde ese mismo año. Un mes antes del trágico viaje inaugural del Titanic, el relato fue publicado por S. Fischer Verlag como la novela Atlantis. Se trataba de una obra romántica ambientada en un ficticio barco transatlántico, Roland, que coincidentalmente tiene un destino muy similar al del Titanic. Esta aparente premonición de la catástrofe recibió una considerable atención en su época. Al año siguiente, 1913, también se realizó un filme mudo en Dinamarca, basado en la novela. La asociación con la tragedia era evidente, y el filme fue prohibido en Noruega, siendo percibido como de "mal gusto".

## Otros mitos

### El mayor naufragio de la historia

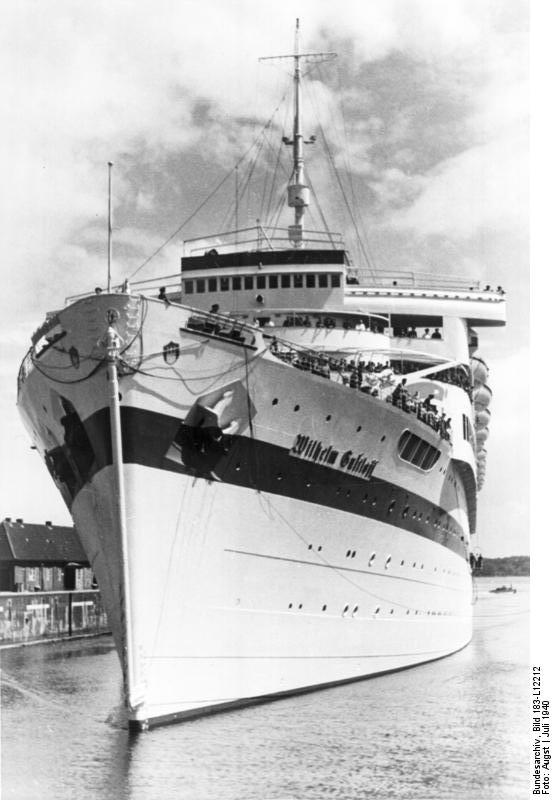
El en el puerto de Danzig, como buque hospital, en 1939.

No es cierto que la tragedia del Titanic sea el mayor naufragio de la historia en términos de vidas humanas. El naufragio con mayores pérdidas humanas fue el del transatlántico alemán Wilhelm Gustloff. Este desastre sucedió a finales de la Segunda Guerra Mundial. Cuando el ejército alemán ya estaba muy cerca de su derrota definitiva, millones de civiles alemanes viajaban hacia el oeste huyendo del alcance del Ejército Rojo. El 30 de enero de 1945, el Wilhelm Gustloff zarpó desde el puerto de Gdynia (Polonia) lleno al máximo con más de 10 000 refugiados a bordo. Sin buques de guerra que lo escoltaran y con tan solo 12 botes salvavidas, era un blanco fácil para los submarinos rusos. El 31 de enero tres torpedos lanzados por el submarino soviético S-13 impactaron en el Wilhelm Gustloff, que se hundió en menos de una hora. Buques de guerra alemanes rescataron a 960 supervivientes, muchos de los cuales morirían de frío poco después. Se calcula que murieron unas 9343 personas en total, lo que equivale a seis veces más que en el hundimiento del Titanic.
La tragedia del Titanic nunca fue la mayor catástrofe marítima de la historia, ni siquiera en tiempos de paz. En 1822, 90 años atrás, el junco chino Tek Sing chocó contra un arrecife y desapareció bajo las aguas del Mar de la China Meridional, arrastrando hacia la muerte a unas 1600 personas. En tiempos recientes, en 2002, el ferry senegalés MV Le Joola naufragó a consecuencia de una tempestad en el Océano Atlántico pereciendo 1863 pasajeros.
Sin embargo, el naufragio del Titanic puede considerarse como la tragedia marítima más famosa de la historia muy probablemente debido a la clase de personas que lo abordaron: grosso modo, ricos famosos y pobres emigrantes, originarios de unas 27 nacionalidades, formaban parte del pasaje, cuyo conjunto representaba a todas las clases sociales del mundo de la época. El Titanic simbolizaba una especie de Arca de Noé humana. A ello se unía la fatalidad de las circunstancias del hundimiento del buque más grande y lujoso de su era en pleno viaje inaugural. Todo lo anterior, sumado a algunas anécdotas como la relativa al comportamiento inédito de la orquesta a bordo en el naufragio o a la creencia de que se trataba de un barco insumergible, hicieron de la catástrofe una auténtica tragedia griega, contribuyendo así poderosamente a su célebre leyenda.

### Teoría de la conspiración
En 1996, Robin Gardiner publicó el libro The Titanic Conspiracy, seguido de otro al año siguiente: Titanic, The Ship That Never Sank, en los que expuso una teoría de la conspiración que afirmaba que en realidad no fue el Titanic el barco que se hundió la noche del 14 al 15 de abril de 1912, sino que su buque hermano, el RMS Olympic, fue hundido de forma deliberada, debido a que tras su colisión con el crucero de guerra HMS Hawke en 1911, el navío había sufrido daños irreversibles que aconsejaban tal operación. De esta forma, según dicha teoría, la White Star Line podría cobrar en su integridad el importe por el que el barco estaba asegurado y recuperarse de un desastre financiero que estaba sufriendo la empresa en aquel momento.
Esta teoría se ha popularizado recientemente desde su aparición, publicándose desde entonces varios vídeos y reportajes en los que se recogen los puntos principales de la misma. Por este motivo, en 2004, los expertos en historia marítima Bruce Beveridge y Steve Hall publicaron Titanic & Olympic: The Truth behind the Conspiracy, un libro que refuta de forma detallada los argumentos de la teoría de Gardiner. El historiador Mark Chirnside, por su parte, también ha publicado en 2006 una memoria de unas 40 páginas acerca del tema, refutando igualmente la teoría de la conspiración.
De acuerdo a dichos expertos, existen varios hechos que desmontan esta teoría. El primero es que numerosas piezas han sido recuperadas del pecio del Titanic desde su descubrimiento y todas llevaban inscrito el número de serie del Titanic (401), incluyendo las hélices, en lugar del número asignado al Olympic (400). Este número era grabado en todos los elementos de cada barco por el personal de los astilleros durante la construcción del buque, incluyendo todas las piezas de madera que formaban los revestimientos y el mobiliario, y estos eran intransferibles. De igual modo, no se han hallado en los restos del casco del Titanic las letras M y P que Gardiner afirma haber visto, y sí se ha confirmado la existencia de la letra A. Es decir, el pecio hundido en el Atlántico lleva el nombre "TITANIC", y no "OLYMPIC". Mark Chirnside hace hincapié en una incoherencia en el razonamiento de Gardiner, quien explica en varias ocasiones que el nombre del Olympic fue eliminado de los elementos del buque para evitar sospechas acerca del intercambio, pero que supuestamente, mientras el buque permanecía atracado en el puerto de Southampton, continuaba llevando en el casco su nombre original, sin que nadie, ni pasajeros ni tripulación ni personal del puerto, se percatara de ello.

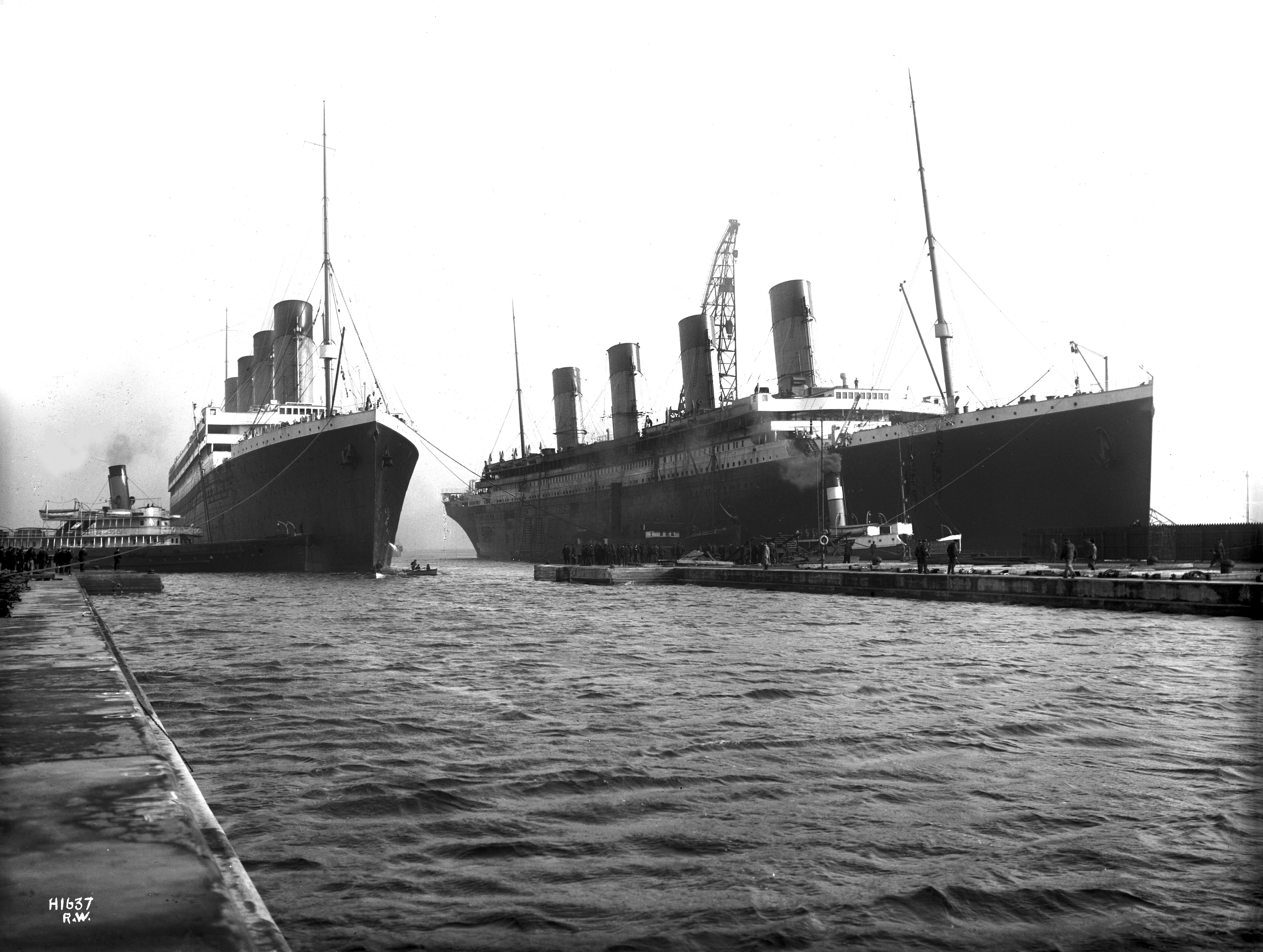
Una de las escasas fotografías en las que aparece el Olympic (izqda) junto al Titanic (dcha), casi terminado. La fotografía fue tomada el 6 de marzo de 1912, durante una breve estancia del Olympic en Belfast para reparar los daños sufridos tras perder la pala de una hélice.

Por otro lado, no existe ningún elemento que apunte a que el Olympic sufriera daños tan severos en su choque con el Hawke como afirma Gardiner, que forzaran a su abandono. De hecho, mientras Gardiner afirma que los daños se extendían hasta la quilla del buque, todos los testigos presenciales y testimonios de expertos marinos acerca de la colisión están esencialmente de acuerdo en que la brecha creada en el casco del Olympic tras el impacto con el Hawke no alcanzó la quilla. De esta forma, se pone en entredicho la utilidad de tal operación, cuando además el Titanic no estaba asegurado por la totalidad de su valor, sino únicamente por dos tercios de su coste total. Además, sumado a esto, en el momento de la colisión del Olympic con el Hawke, el Titanic todavía estaba lejos de ser completado, ya que, en su aspecto exterior, su casco aún estaba sin pintar y solo contaba con una de sus cuatro chimeneas instaladas, y todavía no se habían iniciado los trabajos de equipamiento interior; por lo que los dos meses que duraron las reparaciones del Olympic no hubieran sido suficientes para intercambiar a ambos navíos, sobre todo, en la operación para acomodar al Titanic y dejarlo con el aspecto de un transatlántico que llevaba cuatro meses en servicio, un periodo que abarcaba cerca de nueve meses, por lo que el barco no estaría terminado para noviembre de 1911, momento en el que el Olympic hubiera sido reparado y regresara a la ruta del Atlántico Norte, lo cual hubiese podido evitar cualquier sospecha respecto al intercambio.
Además, la propia White Star restauró varios buques de su flota cuando sufrieron daños similares a la colisión del Olympic o, incluso, de mayor gravedad. Un ejemplo data de 1907, cuando el SS Suevic encalló en un arrecife, sufriendo unos daños severamente importantes en su proa, la cual quedó totalmente inservible. En respuesta a dicho accidente, la compañía envió al navío al astillero de Harland and Wolff, en donde fue cortada la parte dañada, sustituyéndola por un nuevo casco, con el fin de mantener el barco y que pudiera seguir operando con normalidad. Por lo tanto, es poco probable que la empresa hubiera renunciado a conservar el Olympic tras el incidente con el HMS Hawke.

### En inglés
- Anderson, D. Brian (2005). The Titanic in Print and on Screen. Jefferson, NC: McFarland & Company. ISBN 0-7864-1786-2.
- Barczewski, Stephanie (2011). Titanic: A Night Remembered. London: Continuum International. ISBN 978-1-4411-6169-7.
- Biel, Steven (1996). Down with the Old Canoe. London: W.W. Norton & Company. ISBN 0-393-03965-X.
- Bartlett, W.B. (2011). Titanic: 9 Hours to Hell, the Survivors' Story. Stroud, Gloucestershire: Amberley Publishing. ISBN 978-1-4456-0482-4.
- Beveridge, Bruce; Hall, Steve (2004). Olympic & Titanic: The Truth Behind the Conspiracy. Infinity Publishing. ISBN 978-0-7414-1949-1.
- Beveridge, Bruce; Hall, Steve (2011).  Halpern, Samuel, ed. Report into the Loss of the SS Titanic: A Centennial Reappraisal. Stroud, UK: The History Press. ISBN 978-0-7524-6210-3.
- Brewster, Hugh; Coulter, Laurie (1998). 882½ Amazing Answers to your Questions about the Titanic. Madison Press Book. ISBN 978-0-590-18730-5.
- Butler, Daniel Allen (2002) [1998]. Unsinkable: the full story of the RMS Titanic. USA: Da Capo Press. ISBN 978-0-306-81110-4.
- Chirnside, Mark (2004). The Olympic-Class Ships. Stroud, England: Tempus Publishing. ISBN 978-0-7524-2868-0.
- Chirnside, Mark (2006). « Olympic & Titanic - An Analysis of the Robin Gardiner Conspiracy Theory».
- Eaton, John P.; Haas, Charles A. (1987). Titanic: Destination Disaster: The Legends and the Reality. Wellingborough, Reino Unido: Patrick Stephens. ISBN 978-0-00-732164-3.
- Eaton, John P.; Haas, Charles A. (1994). Titanic: Triumph and Tragedy. Wellingborough, Reino Unido: Patrick Stephens. ISBN 978-1-85260-493-6.
- Foster, John Wilson (1997). The Titanic Complex. Vancouver: Belcouver Press. ISBN 0-9699464-1-4.
- Fitch, Tad; Layton, J. Kent y Wormstedt, Bill (2012). On a Sea of Glass: The Life & Loss of the RMS Titanic. Amberley Publishing. ISBN 978-1-84868-927-5.
- Howells, Richard (2012). The Myth of the Titanic. Basingstoke, Hants: Palgrave Macmillan. ISBN 978-0-230-31380-4.
- Iversen, Kristen (1999).  Big Earth Publishing, ed. Molly Brown: Unraveling the Myth. p. 294. ISBN 9781555662370.
- Leavy, Patricia (2007). Iconic Events: Media, Politics, and Power in Retelling History. Lanham, MD: Lexington Books. ISBN 978-0-7391-1520-6.
- Lee, Paul (2012). The Titanic and the Indifferent Stranger. ISBN 978-0-9563015-0-5.
- Lord, Walter (1998) [1955]. A Night to Remember (3rd edición). Nueva York: Henry Holt and Company. ISBN 978-0-553-27827-9.
- Rasor, Eugene L. (2001). The Titanic: historiography and annotated bibliography. Westport, CT: Greenwood Publishing Group. ISBN 978-0-3133-1215-1.
- Reade, Leslie (1993). The Ship That Stood Still: The Californian and Her Mysterious Role in the Titanic Disaster. Nueva York y Londres: W. W. Norton & Company. ISBN 978-0-393-03537-7.
- Taylor, Lance (2011). Maynard's revenge: the collapse of free market macroeconomics. Cambridge, MA: Harvard University Press. ISBN 9780674050464.

### En francés
- Ferruli, Corrado (2003). Titanic : L'aventure, le mystère, la tragédie. Hachette Collections. ISBN 978-2846342988.
- Piouffre, Gérard (2009). Le Titanic ne répond plus. Larousse. ISBN 9782035841964.
- Riffenburgh, Beau (2008). Toute l'histoire du Titanic, Sélection du Reader's Digest. ISBN 2709819821.

### En español
- Brewster, Hugh (2012). Titanic, el final de unas vidas doradas. Barcelona: Random House Mondadori. ISBN 978-84-264-2026-8.
- Marschall, Ken; Lynch, Don (1998). El Titanic, una historia ilustrada. Barcelona: Ediciones B, S. A. ISBN 978-8440685698.

- Datos: Q6517936